# St. Pölten
St. Pölten (amtlicher Name, gesprochen immer, mitunter auch geschrieben: Sankt Pölten; bairisch-österreichisch Sankt Pödn ausgesprochen) ist seit 1986 Landeshauptstadt und mit 59.767 Einwohnern (Stand 1. Jänner 2025) größte Stadt von Niederösterreich. Nach seiner Einwohnerzahl belegt St. Pölten auf der Liste der größten Städte Österreichs den neunten Platz.
Die Stadt im Alpenvorland am Fluss Traisen weist eine Fläche von 108,44 km² auf und ist zugleich Statutarstadt, Gemeinde als auch Bezirk. Die Gegend um St. Pölten ist seit der Steinzeit bewohnt; die Stadt gilt – je nach Definition – als die älteste oder zumindest eine der ältesten Städte Österreichs.
Am 17. November 2016 wurde St. Pölten als 75. Stadt der Ehrentitel „Reformationsstadt Europas“ durch die Gemeinschaft Evangelischer Kirchen in Europa verliehen.

## Geografie
Die Stadt liegt im nördlichen Alpenvorland südlich der Wachau und damit im Mostviertel, dem südwestlichen der vier Viertel Niederösterreichs.

### Stadtgliederung

Lage der Stadtteile von St. Pölten am Fluss Traisen

St. Pölten gliedert sich in elf Stadtteile, die aus insgesamt 42 Katastralgemeinden bestehen (Fläche Stand 31. Dezember 2019):
- Harland (200,58 ha)
  - Altmannsdorf (123,29 ha)
  - Windpassing (140,98 ha)
- Ochsenburg (304,55 ha)
  - Dörfl bei Ochsenburg (67,79 ha)
- Pottenbrunn (828,00 ha)
  - Pengersdorf (245,05 ha)
  - Wasserburg (620,67 ha)
  - Zwerndorf (99,81 ha)
- Radlberg (keine KG)
  - Oberradlberg (212,71 ha)
  - Unterradlberg (313,52 ha)
- Ratzersdorf (KG: Ratzersdorf an der Traisen, 551,82 ha)
- Spratzern (693,17 ha)
  - Matzersdorf (114,56 ha)
  - Pummersdorf (322,74 ha)
  - Schwadorf (111,06 ha)
  - Völtendorf (199,64 ha)
- Stattersdorf (491,76 ha)
- St. Georgen am Steinfelde (66,93 ha)
  - Eggendorf (101,59 ha)
  - Ganzendorf (77,48 ha)
  - Hart (340,16 ha)
  - Kreisberg (90,92 ha)
  - Mühlgang (95,58 ha)
  - Reitzersdorf (90,85 ha)
  - Steinfeld (172,21 ha)
  - Wetzersdorf (54,91 ha)
  - Wolfenberg (74,29 ha)
  - Wörth (77,61 ha)
- St. Pölten (1.180,48 ha)
  - Hafing (153,06 ha)
  - Nadelbach (163,59 ha)
  - Teufelhof (84,12 ha)
  - Waitzendorf (343,53 ha)
  - Witzendorf (172,15 ha)
- Viehofen (256,07 ha)
  - Ragelsdorf (368,26 ha)
  - Weitern (185,66 ha)
- Wagram (keine KG)
  - Oberwagram (345,65 ha)
  - Oberzwischenbrunn (201,77 ha)
  - Unterwagram (248,80 ha)
  - Unterzwischenbrunn (245,67 ha)

Das Gemeindegebiet gliedert sich in 42 gleichnamige Ortschaften (in Klammern Einwohnerzahl mit Stand 1. Jänner 2025):
- Altmannsdorf (132)
- Dörfl (18)
- Eggendorf (1.275)
- Ganzendorf (83)
- Hafing (32)
- Harland (1.570)
- Hart (1.511) mit Alt-Hart und Neu-Hart
- Kreisberg (23)
- Matzersdorf (28)
- Mühlgang (527)
- Nadelbach (70)
- Oberradlberg (493)
- Oberwagram (4.763)
- Oberzwischenbrunn (71)
- Ochsenburg (325)
- Pengersdorf (54)
- Pottenbrunn (2.583) mit Bahnhofsiedlung
- Pummersdorf (97)
- Ragelsdorf (899)
- Ratzersdorf an der Traisen (1.686)
- Reitzersdorf (6)
- St. Georgen am Steinfelde (409)
- St. Pölten (24.411) mit Am Pittnerberg, Eisbergsiedlung und Kupferbrunn
- Schwadorf (26)
- Spratzern (7.054) mit Waldsiedlung
- Stattersdorf (1.926)
- Steinfeld (137)
- Teufelhof (532)
- Unterradlberg (875)
- Unterwagram (2.288) mit Hubert Schnofl-Siedlung
- Unterzwischenbrunn (34)
- Viehofen (4.770)
- Völtendorf (142)
- Waitzendorf (344)
- Wasserburg (74)
- Weitern (230)
- Wetzersdorf (12)
- Windpassing (52)
- Witzendorf (64) mit Mooshöfe
- Wolfenberg (16)
- Wörth (58)
- Zwerndorf (67)

### Nachbargemeinden
| Karlstetten Obritzberg-Rust | Herzogenburg                                | Kapelln       |
| Gerersdorf Neidling         | Kompassrose, die auf Nachbargemeinden zeigt | Böheimkirchen |
| Ober-Grafendorf             | Wilhelmsburg                                | Pyhra         |

### Nachbarbezirk
An die Statutarstadt St. Pölten grenzt rundum nur der Bezirk St. Pölten an.

### Klima
Das außeralpine Klima St. Pöltens ist bestimmt von mäßig kalten, trockenen, eher trüben Wintern mit wenig Schnee sowie Sommern mit viel Sonne und viel Niederschlag.
Die durchschnittliche Temperatur schwankt im langjährigen Monatsmittel zwischen −1,0 °C im Jänner und 19,1 °C im Juli, das Jahresmittel beträgt 9,2 °C. Die durchschnittliche Niederschlagsmenge ist mit 29,5 mm im Jänner am geringsten und steigt bis zu 88,1 mm im Juli an. Die meisten Regentage verzeichnen die Sommermonate Juni und Juli mit 10,5 bzw. 10,7 Tagen, im Oktober regnet es nur 6,5 Tage.
Der Juli ist mit 7,6 durchschnittlichen Tagessonnenstunden der sonnigste Monat, im Dezember hingegen scheint die Sonne nur 1,5 Stunden.
|                        | Jan  | Feb  | Mär  | Apr  | Mai  | Jun  | Jul  | Aug  | Sep  | Okt  | Nov  | Dez  |   |       |
| Mittl. Temperatur (°C) | −1,0 | 0,4  | 4,7  | 8,9  | 14,3 | 17,2 | 19,1 | 18,9 | 14,5 | 9,1  | 3,5  | 0,4  | ⌀ | 9,2   |
| Mittl. Tagesmax. (°C)  | 1,8  | 4,0  | 9,7  | 14,5 | 20,3 | 22,8 | 25,0 | 25,1 | 20,1 | 14,0 | 6,5  | 3,0  | ⌀ | 14    |
| Mittl. Tagesmin. (°C)  | −3,3 | −2,3 | 1,1  | 4,4  | 9,2  | 12,3 | 14,1 | 14,0 | 10,6 | 5,9  | 1,3  | −1,7 | ⌀ | 5,5   |
|                        |      |      |      |      |      |      |      |      |      |      |      |      |   |       |
| Niederschlag (mm)      | 29,5 | 31,9 | 42,1 | 53,4 | 73,5 | 82,9 | 88,1 | 75,7 | 56,3 | 38,1 | 48,9 | 38,6 | Σ | 659   |
|                        |      |      |      |      |      |      |      |      |      |      |      |      |   |       |
| Sonnenstunden (h/d)    | 1,8  | 3,1  | 4,2  | 5,6  | 7,2  | 7,4  | 7,6  | 7,5  | 5,5  | 3,8  | 2,0  | 1,5  | ⌀ | 4,8   |
|                        |      |      |      |      |      |      |      |      |      |      |      |      |   |       |
| Regentage (d)          | 7,2  | 7,2  | 7,9  | 8,5  | 9,2  | 10,5 | 10,7 | 9,0  | 7,6  | 6,5  | 9,0  | 8,1  | Σ | 101,4 |
|                        |      |      |      |      |      |      |      |      |      |      |      |      |   |       |
| Luftfeuchtigkeit (%)   | 76,7 | 69,1 | 58,0 | 52,5 | 50,7 | 53,8 | 52,7 | 51,1 | 57,4 | 63,8 | 75,7 | 79,2 | ⌀ | 61,7  |

| −3,3 |

| −2,3 |

| 1,1 |

| 4,4 |

| 9,2 |

| 12,3 |

| 14,1 |

| 14,0 |

| 10,6 |

| 5,9 |

| 1,3 |

| −1,7 |

| −3,3 |

| −2,3 |

| 1,1 |

| 4,4 |

| 9,2 |

| 12,3 |

| 14,1 |

| 14,0 |

| 10,6 |

| 5,9 |

| 1,3 |

| −1,7 |

| N i e d e r s c h l a g | 29,5 | 31,9 | 42,1 | 53,4 | 73,5 | 82,9 | 88,1 | 75,7 | 56,3 | 38,1 | 48,9 | 38,6 |
|                         | Jan  | Feb  | Mär  | Apr  | Mai  | Jun  | Jul  | Aug  | Sep  | Okt  | Nov  | Dez  |

## Geschichte

### Steinzeit bis Eisenzeit
Das Gebiet des heutigen St. Pölten war schon in der Jungsteinzeit, etwa seit dem 3. Jahrtausend v. Chr., besiedelt; so gibt es zahlreiche Funde der bemaltkeramischen Kultur. Auch Spuren der Bronzezeit, der Eisenzeit und der Kelten sind gefunden worden.

### Die Römerstadt Aelium Cetium
Seit dem Ende des 1. Jahrhunderts n. Chr. bis etwa 450 befand sich die römische Stadt Aelium Cetium genau an der Stelle, wo im Mittelalter die Altstadt St. Pöltens entstand. Aelium Cetium war eine der bedeutendsten zivilen Versorgungsstädte der römischen Provinz Noricum, von der aus man mit einem Tagesmarsch etliche mit Soldaten belegte Grenzstädte an der Donau erreichen konnte. Archäologen konnten seit 1988 zahlreiche Funde dokumentieren. Auch der römische Stadtplan ist in Umrissen bekannt; so stimmt etwa die Lage der heutigen Wiener Straße/Heßstraße mit der der römischen Hauptstraße überein. Auch die Geschichte der römischen Stadt ist ungefähr bekannt.
Während der zweiten Hälfte des 4. Jahrhunderts begann das bewohnte Gebiet der römischen Stadt immer kleiner zu werden. In der ersten Hälfte des 5. Jahrhunderts hat der Großteil der Bevölkerung die Stadt verlassen, möglicherweise um in sichereren Siedlungen an der Donau Schutz zu finden. Der späteste Beleg antiken Lebens – ein Grab samt einer Schüssel – stammt in etwa aus dem Jahr 450.:hier: S. LIII Aelium Cetium war also verlassen und an seiner Stelle folgte eine jahrhundertelange Siedlungsunterbrechung.:hier: S. LXIII

### Siedlungsunterbrechung

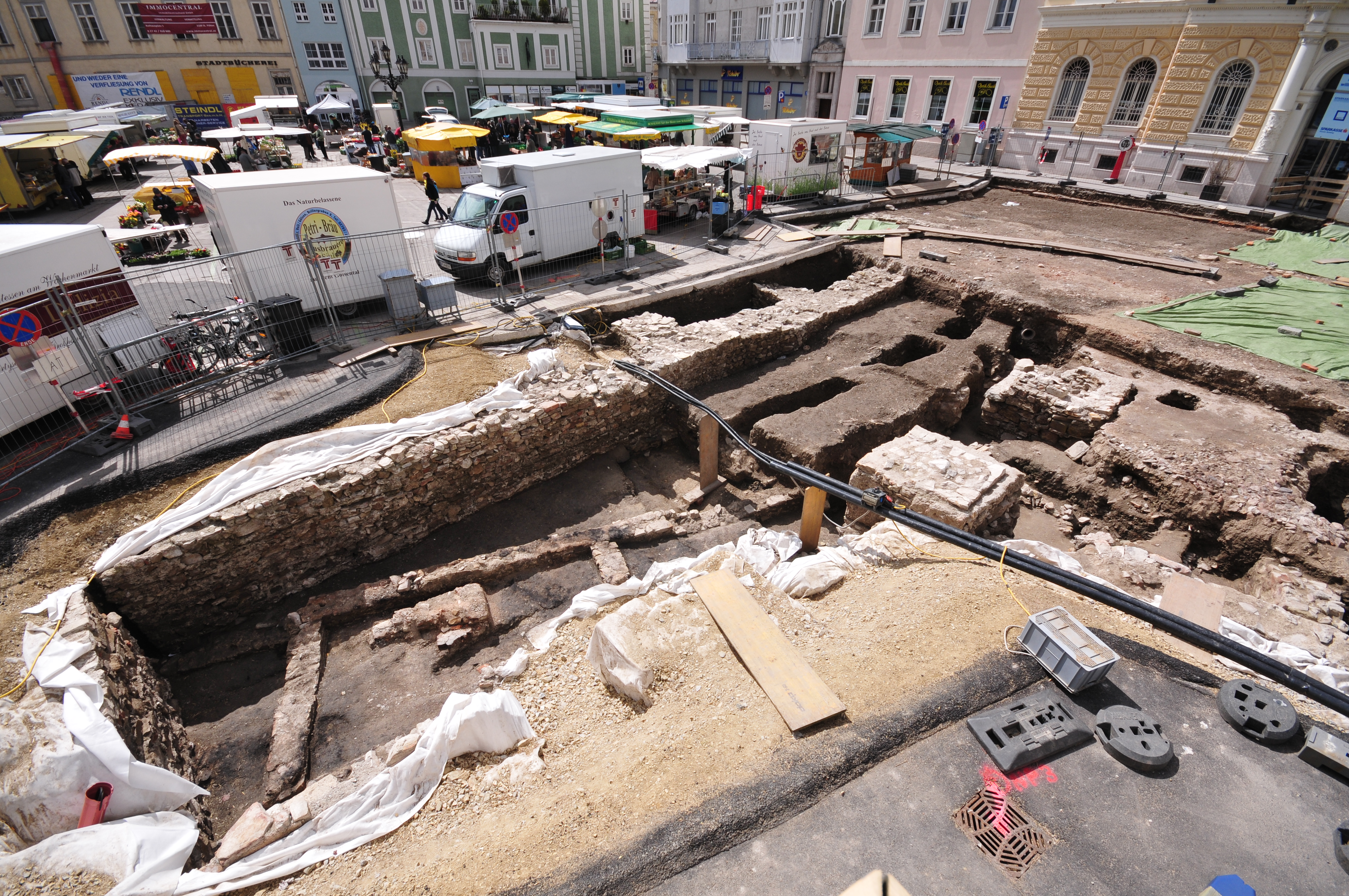
Ausgrabungen am Domplatz mit dem Markt im Hintergrund, 2013

Vom 5. bis ins 8. Jahrhundert war die spätere Stadt St. Pölten zwar unbewohnt, jedoch gibt es in nahe gelegenen, heute eingemeindeten Ortschaften Funde aus der Zeit der Völkerwanderung. So sind in den nördlich gelegenen Orten Pottenbrunn und Unterradlberg für die Zeit zwischen 500 und 550 Ansiedelungen von kleinen Langobardensippen nachgewiesen. Der Grund dafür, dass die Germanen die verfallenden Reste der leeren Römerstadt ungenutzt ließen, könnte ihre literarisch überlieferte Stadtscheu gewesen sein.:hier: S. LVII–LVIII

### Entstehung von St. Pölten

Die Ausdehnung des Frankenreichs 481 bis 814

#### Politische Vorgeschichte: Awarenreich und Fränkisches Reich
Voraussetzung für das Entstehen einer Siedlung im Gebiet des heutigen St. Pölten waren politische Umwälzungen in größerem Maßstab. In Mitteleuropa war seit dem Ende des 6. Jahrhunderts das eingewanderte Volk der Awaren (zusammen mit angestammter Bevölkerung) ansässig, auch das Gebiet des heutigen Niederösterreichs gehörte vor der Gründung St. Pöltens zu ihrem Reich. Westlich des Awarenreichs lag zu dieser Zeit das Fränkische Reich, das sich unter Karl dem Großen ausdehnte, auch nach Osten hin. Nachdem es bereits zuvor zu kriegerischen Auseinandersetzungen zwischen Awaren und für das Fränkische Reich kämpfenden Truppen gekommen war, erfolgte 791 ein erster großer Feldzug Karls gegen die Awaren. In der Folge wurden die Awaren besiegt und verschwanden um 822 – zumindest als eigenständiges Volk – sogar völlig aus der Geschichte.
Die herrschaftliche Erfassung durch das Fränkische Reich und die christliche Kirchenorganisation begannen in Niederösterreich 791 und in den folgenden Jahren. Zu jener Zeit entstanden in Niederösterreich neue Siedlungen und Klöster, darunter vermutlich auch das seither durchgehend bewohnte St. Pölten.

#### Die Gründung
Viele der Fragen zur Gründung St. Pöltens sind nach heutigem Forschungsstand noch unbeantwortet. Sicher ist, dass es im Frühmittelalter im Bereich der heute von den Promenaden umgebenen Innenstadt sowohl ein Kloster (das Hippolytkloster) als auch eine weltliche Siedlung gab. Das archäologisch nachgewiesene Kloster wurde vom Kloster Tegernsee möglicherweise nach den Awarenfeldzügen Karls des Großen (ab 791), spätestens aber um 850 erbaut. Die Siedlung konnte archäologisch noch nicht nachgewiesen werden; Name, Entstehungszeit und Lage innerhalb der Altstadt sind in der Forschung umstritten. Möglicherweise ist sie mit dem Ort Treisma identisch, der in Texten des 9. Jahrhunderts mehrmals erwähnt wird. Jedenfalls ist in einer Urkunde aus dem Jahr 976 von der Siedlung „Treisma“ beim „Kloster des Heiligen Hippolytus“ die Rede.
Von diesem Kloster hat die Stadt ihren Namen erhalten: „Pölten“ ist eine eingedeutschte Form des männlichen Vornamens „Hippolyt“. Der Namenspatron der Stadt war der westliche Kirchenvater und mutmaßlich erste Gegenpapst der Geschichte, Hippolyt von Rom (ca. 170–230).
Wahrscheinlich begann die mittelalterliche Geschichte St. Pöltens Ende des 8. Jahrhunderts mit dem Bau des Hippolytklosters, das sich an der Stelle befand, wo heute das Bistumsgebäude St. Pölten steht. Der frühmittelalterliche Ort lag der gängigsten These zufolge westlich des Hippolytklosters auf dem Grund, der heute von der Klostergasse, der Grenzgasse, der Domgasse und der Kremser Gasse umgeben ist. Vermutlich handelte es sich dabei um ein typisches frühmittelalterliches Haufen- und Gassengruppendorf. Bemerkenswert ist die Tatsache, dass es im frühen St. Pölten also zwei Grundherrschaftsbereiche auf engem Raum gegeben haben dürfte: das Hippolytkloster gehörte dem Kloster Tegernsee, die Siedlung Treisma gehörte Passau.:hier: S. LXIII–LXV

#### Hippolytuskloster

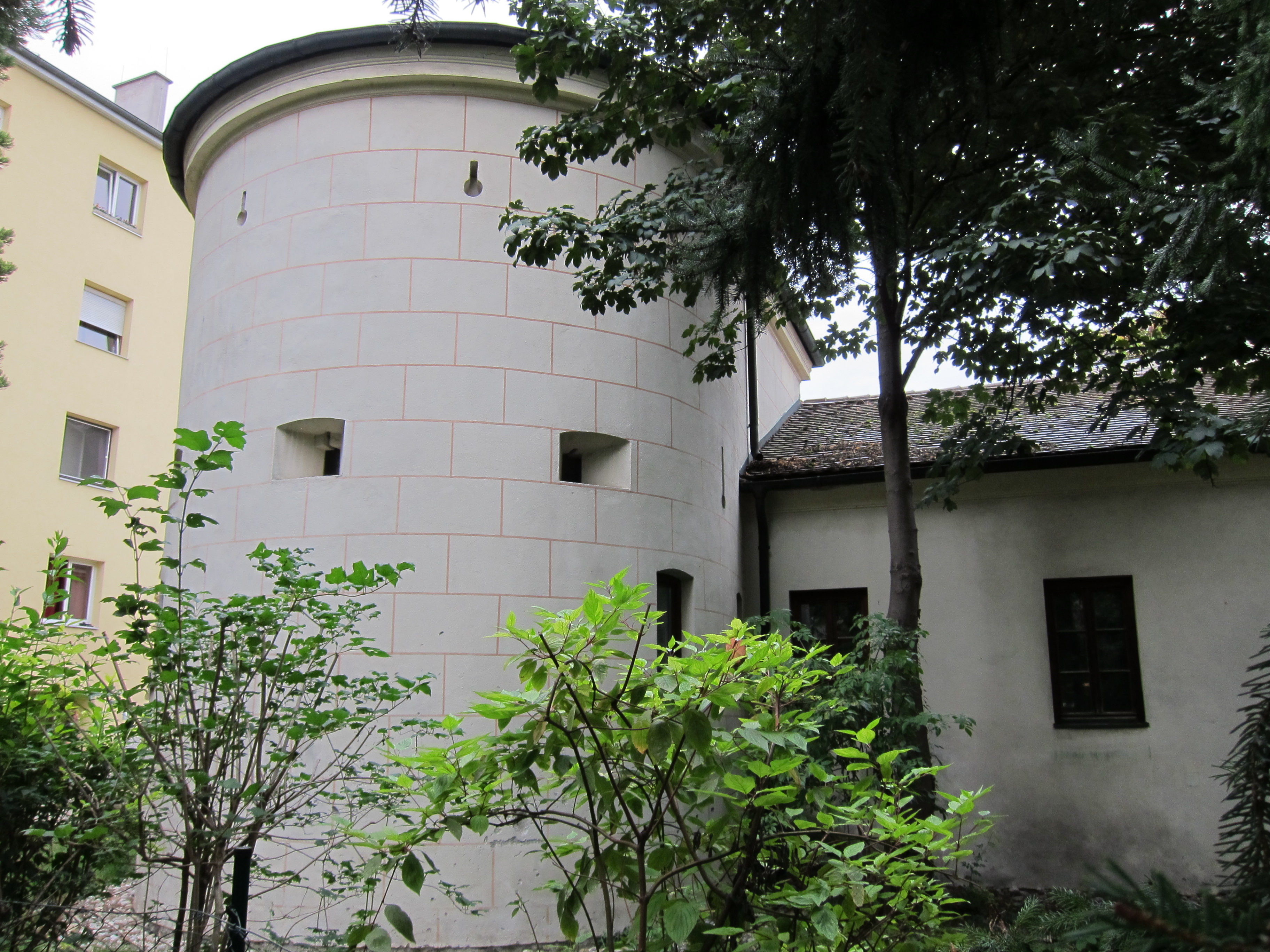
Ein Zwingerturm der im 13. Jahrhundert erbauten St. Pöltner Stadtmauer und Reste einer daran anschließenden Ledererwerkstatt in der Dr.-Karl-Renner-Promenade 29 (2012)

Das St. Pöltner Hippolytkloster im Nordost-Eckbereich der ehemaligen römischen Stadt wurde vom bayerischen Kloster Tegernsee vermutlich nach 791 erbaut. Da Karl der Große die von den Awaren eroberten Gebiete an Teilnehmer der Feldzüge vergab, ist anzunehmen, dass das bayerische Kloster Tegernsee auf diese Weise zu seinen Besitzungen im St. Pöltner Raum gekommen war. Alle früheren Datierungen des Klosterbaus (wie die Jahre 741 oder 764) vor dem Awarenfeldzug Karls sind unwahrscheinlich.:hier S. LXIII–LXIV
Das Hippolytuskloster war ein Benediktinerkloster und mit Reliquien des namengebenden Hippolyt von Rom ausgestattet. Vom Hippolytuskloster konnten bisher nur wenige in den späteren Neubau einbezogene bauliche Reste gefunden werden, jedoch keine aus vorromanischer Zeit (vor 1000).
Im heutigen Diözesanmuseum ausgestellte Keramikbruchstücke fand man hingegen schon aus der Zeit der Gründung des Klosters, 1949 und 1951 sowie 1988 im Kapitelgarten des heutigen Bistumsgebäudes St. Pölten.:hier S. LX Frühe mittelalterliche Berichte, in denen das Hippolytuskloster erwähnt wird, stammen aus dem 10. Jahrhundert. Umstritten ist, ob die Gründungsgeschichte in der 1779 erschienenen Historia Canoniae Sand-Hippolytanae wahr ist, nach der die beiden Brüder Adalbert und Otkar das Kloster gründeten. Adalbert war jedenfalls von 765 bis 803/804 Abt von Tegernsee.:hier S. LXIII–LXIV

#### Der Ort Treisma
Außer von der Klostergründung ist in mittelalterlichen Texten auch von einem Ort Treisma die Rede, der sich allerdings nicht im Besitz Tegernsees, sondern im Besitz Passaus befand. Die Forschung ist sich weitgehend einig, dass Treisma der alte Name des entstehenden St. Pölten war, dass also zumindest in einigen der in Frage kommenden Texte Treisma für St. Pölten steht. Peter Scherrer nimmt an, dass Treisma sich in den nahegelegenen Orten Pottenbrunn und Unterradlberg befand. Zu einer Besprechung von Scherrers Annahme siehe:hier: S. LXIV–LXV
Seine erste beiläufige Erwähnung erfährt der Ort Treisma in einer Urkunde für das Jahr 799. Auch in weiteren Erwähnungen der beiden folgenden Jahrhunderte ist von passauischem Besitz in Treisma die Rede, den sich die Bischöfe Passaus von weltlichen Herrschern durch Urkunden bestätigen ließen.
Im zweiten Viertel des 9. Jahrhunderts wurde Tegernsee Kommende des Bistums Passau, weshalb sich Bischof Pilgrim von Passau 976 auch den Besitz des St. Pöltner Hippolytklosters von Kaiser Otto II. bestätigen ließ.

#### Stadtentwicklung
Das Hippolytuskloster und die von ihm getrennte Siedlung waren die Keimzellen der mittelalterlichen Stadt. Die Entwicklung der St. Pöltner Altstadt, die im Hochmittelalter von der etwa 1253 bis 1286 errichteten St. Pöltner Stadtmauer umgeben wurde, kam erst um 1367 zu einem ersten Abschluss. Um diese Zeit war das Gebiet innerhalb der Stadtmauer erstmals weitgehend bebaut. Trotz der langen Siedlungspause nach dem Untergang der Römerstadt war die mittelalterliche Stadtentwicklung stark von der Anlage Aelium Cetiums geprägt. Nicht nur, dass die verfallenen Ruinen abgetragen und ihr Material zum Bau verwendet wurde, einige der alten römischen Bauwerke – so etwa am Domplatz – hat man adaptiert und weitergenutzt. Auch einige der im Mittelalter neu angelegten Straßen und Plätze liegen exakt dort, wo sich früher römische Straßen und Plätze befanden.

### Hochmittelalter
Das Marktrecht erhielt St. Pölten um 1050. Zur Stadt erhoben wurde St. Pölten 1159 durch Bischof Konrad von Passau. Sie ist damit vor Enns und Wien die älteste Stadt Österreichs, was allerdings nicht unumstritten ist. Die heutige Wüstung Raizinsberg findet 1180 Erwähnung.

### Spätmittelalter

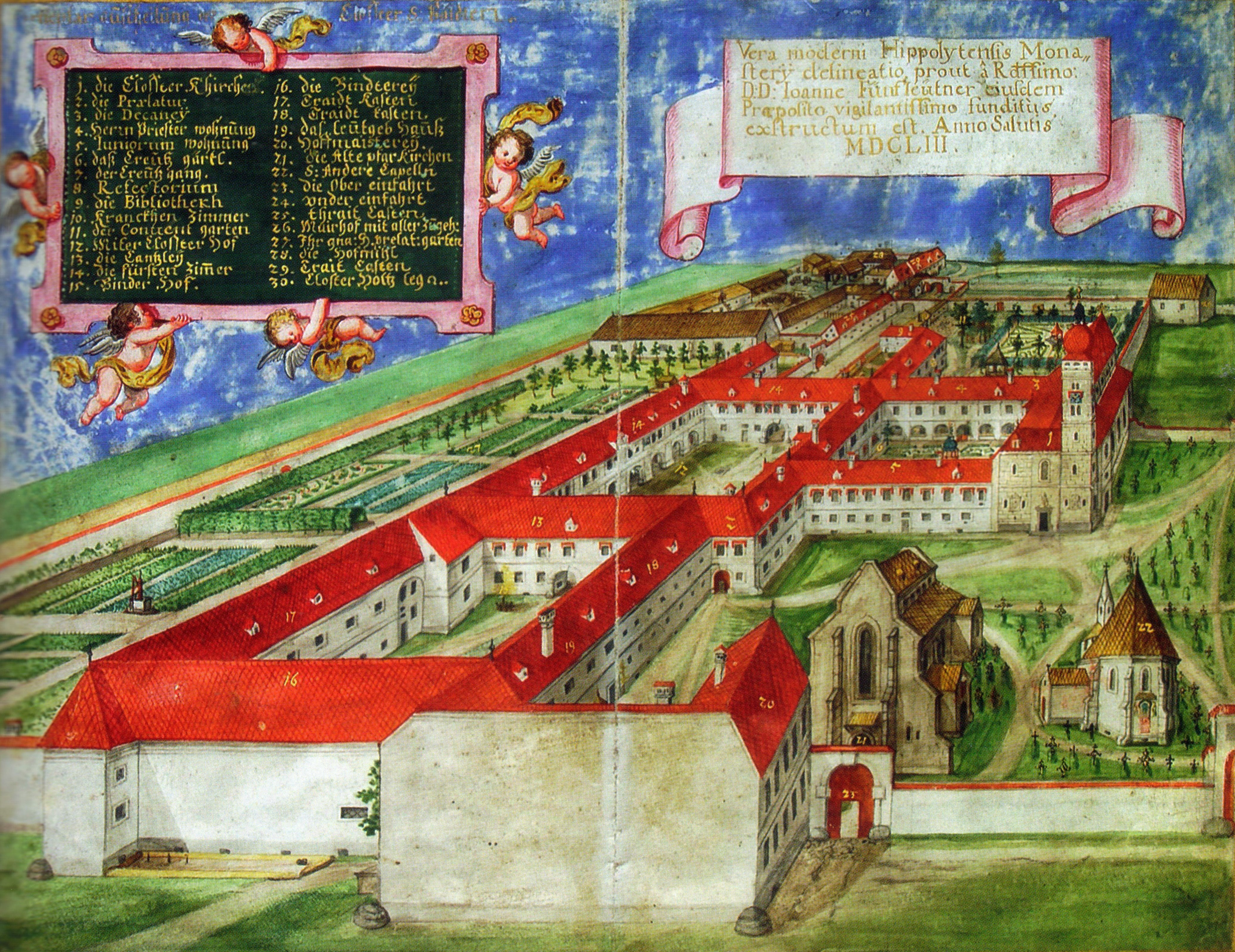
Der im Wesentlichen bis heute bestehende Neubau des St. Pöltner Klosters kurz nach seiner Errichtung, 1653

Im 13. Jahrhundert wurde die Stadt um einen Westteil mit dem Breiten Markt (heute Rathausplatz) planmäßig erweitert und mit einer Stadtmauer umgeben. Das Viertel um das Kloster wurde dem Propst des Stiftes unterstellt, während der passauische Teil eine städtische Verwaltung mit Richter und Rat erhielt.
Aus der Zeit um 1300 stammen die ersten Nachrichten über Juden in St. Pölten. In den Jahren 1306 und 1338 kam es zu Pogromen gegen St. Pöltner Juden. 1338 erfolgte die Verleihung eines neuen Stadtrechts durch Bischof Albrecht II. von Passau.
Bis zum Ende des Mittelalters blieb St. Pölten passauisch und wurde erst als Folge der Verpfändung der Stadt an König Matthias Corvinus von Ungarn landesfürstlich. 1481 verpfändete Bischof Friedrich Mauerkircher die Stadt dem ungarischen König, der sie zu einem seiner wichtigsten Stützpunkte in Niederösterreich im Kampf gegen Kaiser Friedrich III. machte und sehr förderte.
1487 verlieh er St. Pölten einen Wappenbrief, kurz darauf umfangreiche Maut- und Transportprivilegien. Nach der Vertreibung des Ungarnkönigs beanspruchte Maximilian I. im Frieden von Pressburg 1491 die Stadt als Kriegsbeute für sich und gab seine Ansprüche auch gegenüber dem eigentlichen Stadtherrn, dem Bischof von Passau, nicht mehr auf.
Als landesfürstliche Stadt war St. Pölten im Landtag vertreten und erhielt 1538 von Ferdinand I. ein neues Wappen, das seine neue Stellung zum Ausdruck brachte.

### Reformation und Gegenreformation
Schon 1522 musste der St. Pöltner Bürger Philipp Hueter als Anhänger der Reformation vor dem Rat und dem Stadtrichter erscheinen. Händler, insbesondere Buchhändler, hatten das neue Gedankengut von Süddeutschland nach St. Pölten gebracht. Aber erst nach 1550 war der niederösterreichische Landtag vom evangelischen Glauben nach dem Reformator Martin Luther geprägt, und so versuchten die niederösterreichischen Städte ihre religiöse Freiheit gegenüber dem katholischen habsburgischen Landesherrn und Kaiser Maximilian II. zu verteidigen. Gegen den Willen des Chorherrenstifts setzte der Rat von St. Pölten unter Führung von Ratsherr und Stadtrichter Martin Zandt 1559 durch, dass der ehemalige Prämonstratenser und lutherische Pfarrer Conrad Lindemayer an die Pfarrkirche Unserer Lieben Frauen kam. Der Prediger Sigmund Süß wurde 1568 an die Stadtpfarrkirche berufen. 1569 war St. Pölten eine mehrheitlich evangelische Stadt geworden. Eine deutsche Bürgerschule, die alle Bewohner besuchen konnten, wurde gegründet, ebenso ein neues „Bürgerspital“ geschaffen.
Die Gegenreformation hatte anderswo schon eingesetzt, als 1569 Georg Huber neuer Chorherr des Stiftes wurde, der ganz gegen die Evangelischen eingestellt war. Er kündigte den Prediger Süß, so dass nun der Rat seinen Lohn übernahm. Daraufhin ließ Huber die Pfarrkirche sperren. Unter Führung von Zandt wurde die Kirche gewaltsam geöffnet. Dieser Konflikt kam vor den Landesherrn Kaiser Maximilian, der die beteiligten Räte für schuldig befand, und Prediger Süß musste die Stadt verlassen. Die Anhänger der Reformation besuchten nun im Herrenhaus des St. Pöltner Franz von Prösing oder in Kapellen und Kirchen adliger Grundbesitzer wie auf Schloss Kreisbach in Wilhelmsburg den evangelischen Gottesdienst. 1578 wurde durch ein kaiserliches Dekret dem Stadtrat alle Neuerungen in der Religion verboten, die städtischen Schulen geschlossen und die Fronleichnamsprozession für alle verbindlich erklärt. Das sichtbare evangelische Leben verschwand bis 1623 aus der Stadt. Am 20. März 1625 wurden Wohnhäuser durchsucht und 220 „häretische“ Bücher beschlagnahmt.
Erst 1781 wurden mit dem Toleranzpatent unter Kaiser Joseph II. evangelische Kirchen wieder erlaubt. Ab 1856 leitete der lutherische Prediger des oldenburgischen Reichsgrafs Gustav Adolf Bentinck evangelische Gottesdienste im Schloss Fridau bei Ober-Grafendorf. In der Stadt selbst wurden ab 1877 wieder evangelische Gottesdienste abgehalten und 1892 eine evangelische Kirche für die inzwischen auf 170 Personen angewachsene Gemeinde gebaut. Die Familie Baudissin-Zinzendorf vom Schloss Wasserburg unterstützte den Bau.

### Frühe Neuzeit

Der ehemalige Schlosser und Lokführer Hubert Schnofl war von 1919 bis 1933 Bürgermeister St. Pöltens.

Die St. Pöltner Stadtmauer erwies sich im Zuge des Ersten Österreichischen Türkenkriegs 1529 und des Großen Türkenkriegs 1683 als wirksamer Schutz gegen die Türken.
Eine besondere Blütezeit erlebte St. Pölten im 17. und 18. Jahrhundert (1679 wird in der Topographia Provinciarum Austriacarum auch der Name Oppidum Sampoltanum erwähnt). Jakob Prandtauer und Joseph Munggenast machten die Stadt zu einem Zentrum barocker Baukunst, das der um den Wiener Hof gruppierten Schule fast ebenbürtig zur Seite stand. Damals erhielt das Stadtbild mit dem Dom, der Karmelitinnenkirche, dem Institut der Englischen Fräulein, der Rathausfassade und mehreren Adelspalästen sein reizvolles barockes Aussehen. An der Domkirche (1722–1750) wirkten so namhafte Künstler wie Daniel Gran, Bartolomeo Altomonte und Tobias Pock mit.
Im Zuge der katholischen Reform wurden neue Klöster gegründet, so dass die nur 29 Hektar umfassende Stadt um 1770 insgesamt sechs geistliche Niederlassungen zählte, von denen infolge der Klosteraufhebungen unter Kaiser Joseph II. nur das Institut der Englischen Fräulein (seit 1706) und das Franziskanerkloster (heute Philosophisch-Theologische Hochschule) bestehen blieben. Die josephinischen Reformen machten St. Pölten zum kirchlichen Zentrum: 1785 wurde das Bistum Wiener Neustadt nach St. Pölten transferiert und als Bischofssitz das zuvor aufgelöste Chorherrenstift bestimmt. Erster Bischof war bis 1792 Johann Heinrich von Kerens.
Nach den mittelalterlichen Pogromen verkehrten erst im 17. Jahrhundert wieder Juden in St. Pölten (als Händler). 1863 wurde die circa 800 Mitglieder umfassende Kultusgemeinde St. Pölten gegründet. Ungefähr die Hälfte der Mitglieder lebte in der Stadt.
Nach dem Marsch auf St. Pölten zog Napoleon I. am 11. November 1805 kampflos ein und plünderte die Stadt. Auch 1809 wurde die Stadt von französischen Truppen besetzt.

### Industrialisierung und erste Hälfte des 20. Jahrhunderts

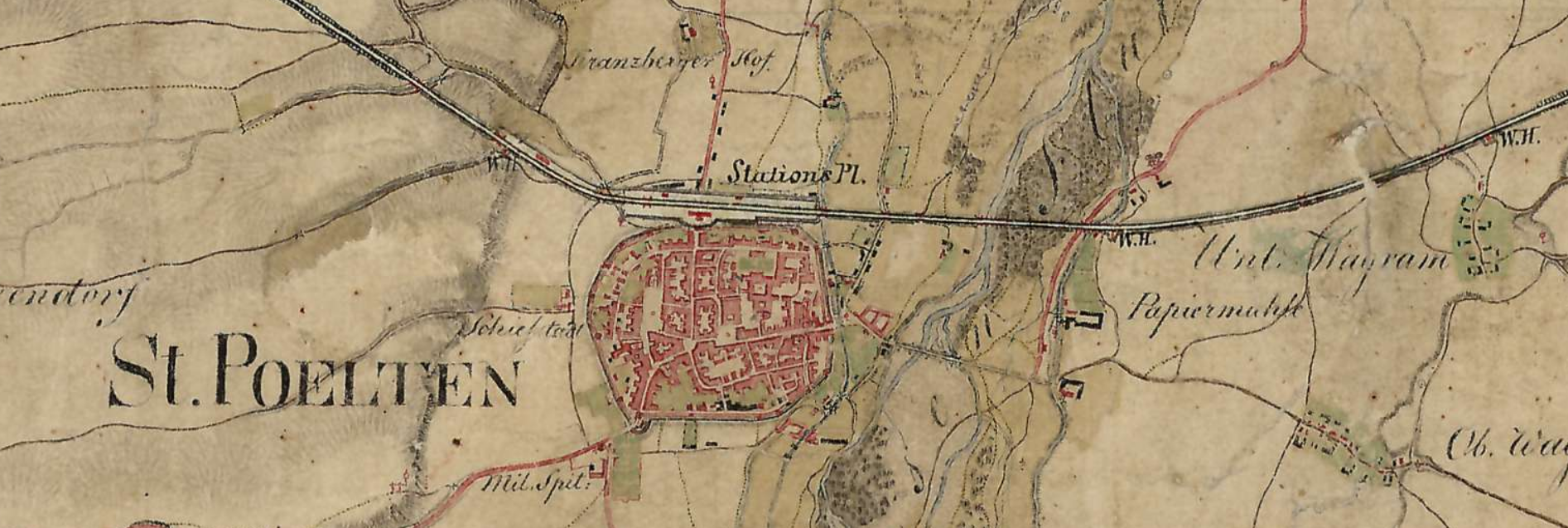
Farbige Version der St. Pöltner Karte der Franziszeischen Landesaufnahme, zwischen 1806 und 1869

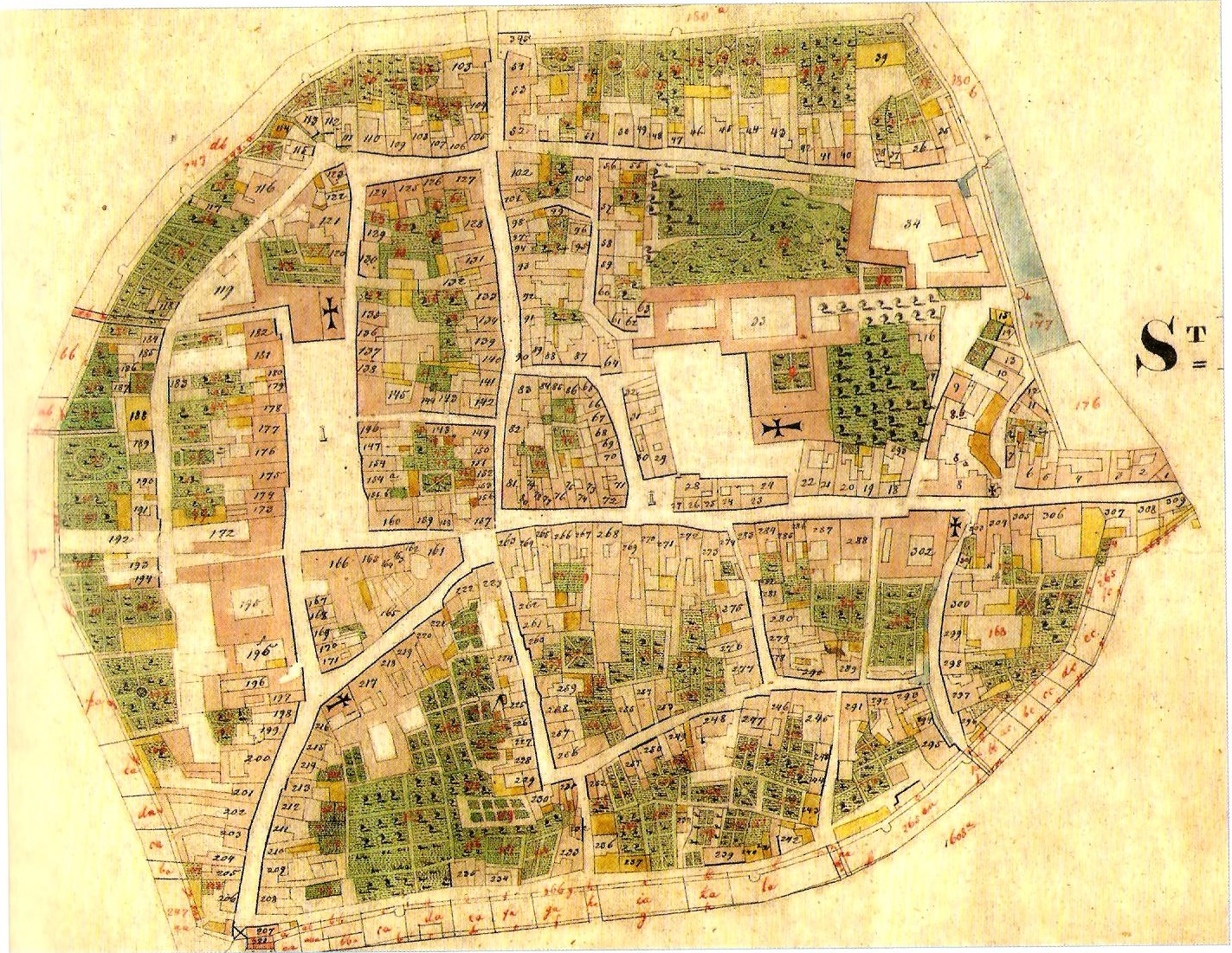
St. Pölten im Franziszeischen Kataster, 1821
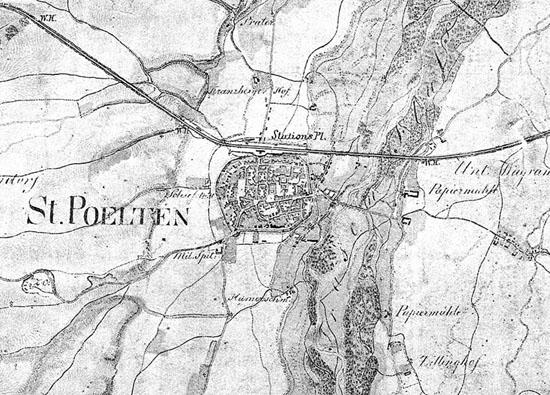
St. Pölten und Umgebung in der Franziszeischen Landesaufnahme, zwischen 1806 und 1869
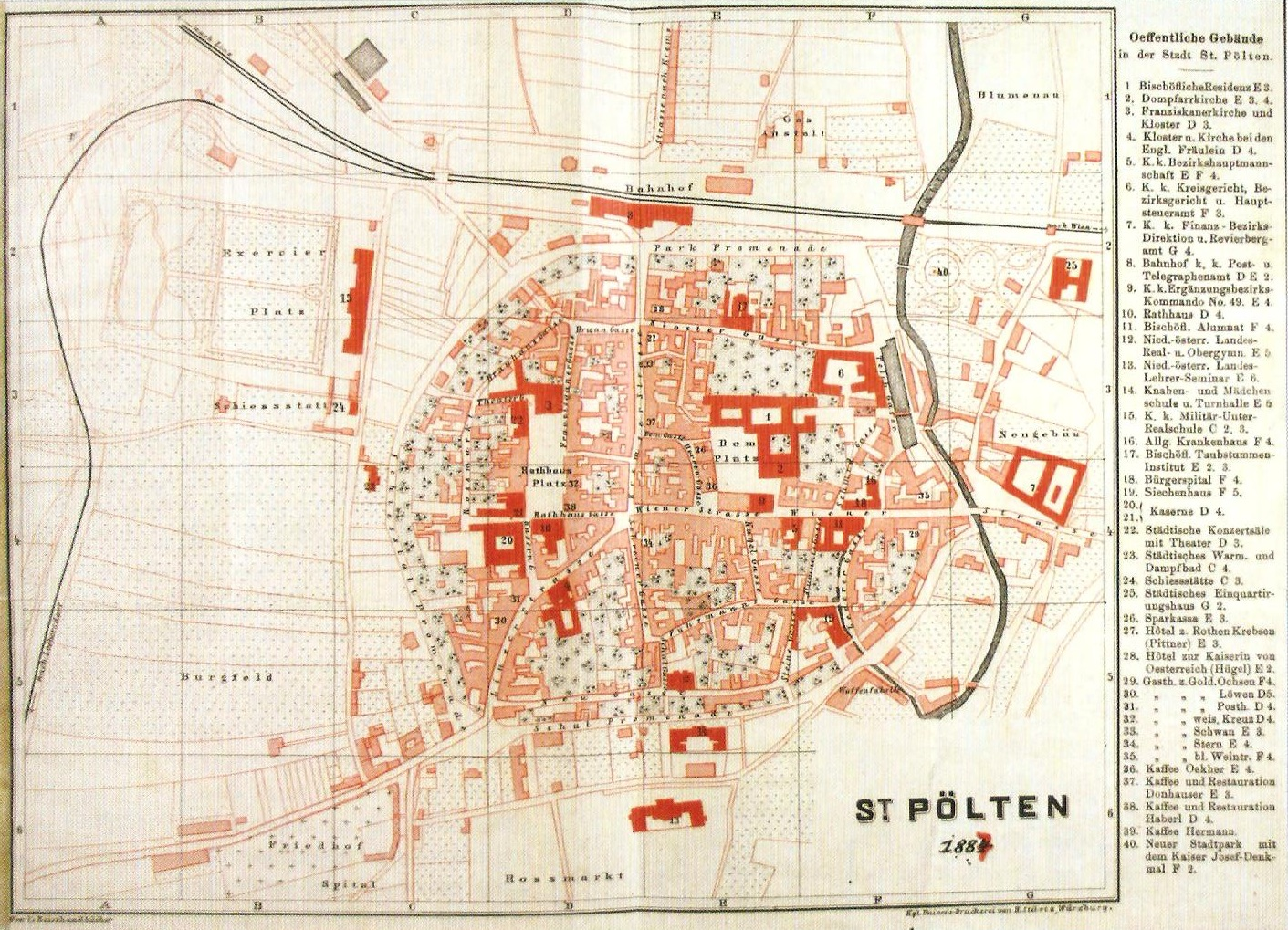
St. Pölten im Jahr 1887

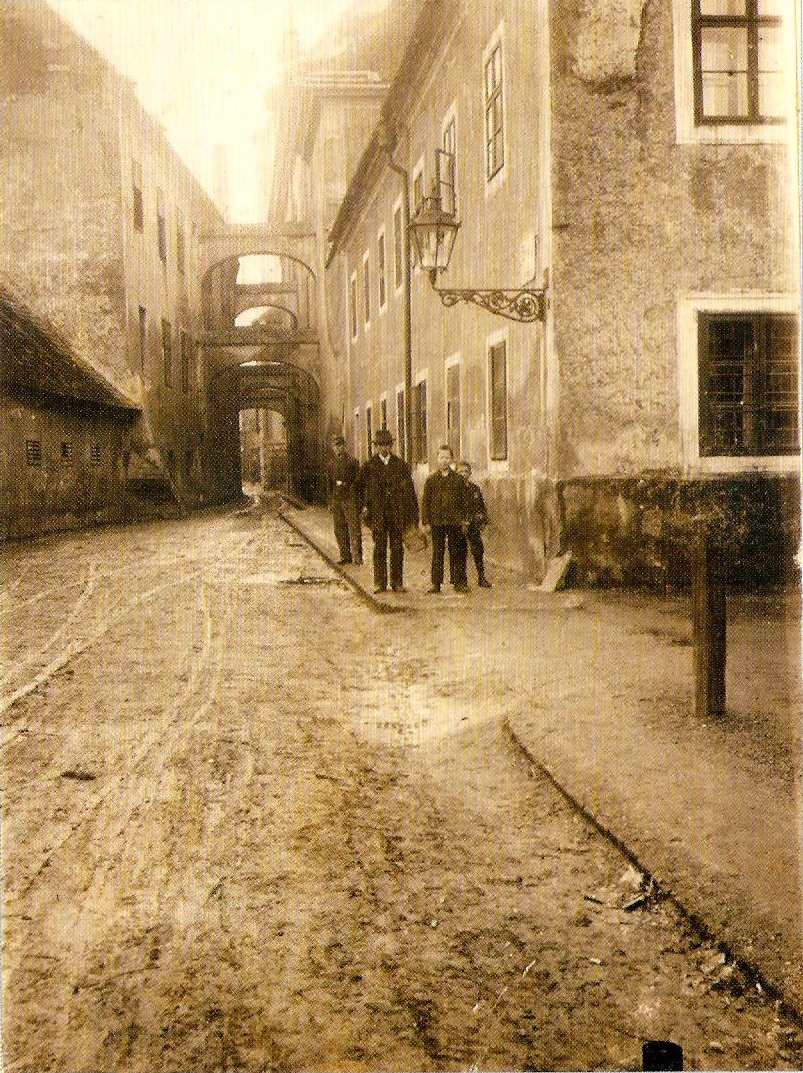
Die Heßstraße um 1890

Mit der Eröffnung der Kaiserin-Elisabeth-Bahn 1858, später Westbahn, und der späteren Errichtung weiterer Nebenbahnen entwickelte sich St. Pölten zur Industriestadt. Seit dem 18. Jahrhundert kam es im Zuge der Industrialisierung zur Ansiedlung kleinerer Betriebe, darunter Hammerwerke, Papiermühlen, Tuchmacher und eine Kattunmanufaktur.
Nach 1903 wurden wichtige Großbetriebe gegründet wie die Papierfabrik Salzer, die Maschinenfabrik Voith, die 1. Österreichischen Glanzstoff-Fabrik AG und die Bahn-Werkstätten. Die Einwohnerzahl stieg sprunghaft an (1848: 4500, 1880: 10.000, 1922: fast 22.000), und in den 1922 eingemeindeten Orten Viehofen, Ober- und Unterwagram, Teufelhof und Spratzern entstanden neue Siedlungen.:hier: S. 153

St. Pöltner Notgeld von 1920
10 Heller
20 Heller
50 Heller

Mit der Verleihung eines eigenen Statuts 1922 wurde der neuen wirtschaftlichen Bedeutung St. Pöltens Rechnung getragen.
Die Wirtschaftskrise von 1930 machte aus dem Hoffnungsgebiet ein Notstandsgebiet mit tausenden Arbeitslosen.
Nach dem Zusammenbruch der K.u.K-Monarchie 1918 war St. Pölten von den politischen Nachkriegswirren in Österreich wie dem Bürgerkrieg 1934 und dem Anschluss Österreichs 1938 betroffen.

### Nationalsozialismus und Zweiter Weltkrieg 1938–1945

#### Machtergreifung
Noch am 11. März 1938, einen Tag vor dem „Anschluss“, gab es in St. Pölten Pro-Österreich-Kundgebungen, und das Bundesheer rüstete sich gegen den Einmarsch deutscher Truppen.
Am Abend, nach der Aufgabe des österreichischen Kanzlers Schuschnigg, feierten in den Straßen jedoch bereits tausende St. Pöltner mit Hakenkreuzfahnen. Die St. Pöltner Nationalsozialisten versammelten sich, ernannten Hans Doblhofer zum Kreisleiter, Franz Pfister zum Bezirksleiter und Franz Hörhann zum Bürgermeister. Noch vor Mitternacht besetzten NSDAP und SA das Rathaus.
Einen Tag später kam die in Österreich einmarschierende Wehrmacht auf ihrem Weg nach Wien bereits bis St. Pölten, wo sie mit Jubel empfangen wurde. Am 14. März, einen Tag vor seiner Rede am Heldenplatz besuchte Adolf Hitler St. Pölten und aß mit Heinrich Himmler, Wilhelm Keitel und Martin Bormann im Hotel Pittner zu Mittag.

#### Groß-St. Pölten
Krems wurde die Gauhauptstadt Niederösterreichs, das in „Niederdonau“ umbenannt worden war, aber St. Pölten sollte nach NS-Plänen zur „Gauwirtschaftsstadt“ werden, da es über Industrie, Bahnverbindungen und große nutzbare Flächen verfügte. Man sprach von „Groß-St. Pölten“ und gliederte der Stadt zahlreiche Ortschaften an (Ratzersdorf, Stattersdorf, Radlberg, Brunn, Harland, Altmannsdorf, Windpassing, Schnabling, Pyhra, Wörth, Hart, Wolfenberg, Völtendorf, St. Georgen am Steinfelde, Gattmannsdorf, Gröbern und Teile von Pummersdorf).
In der Zeit des Nationalsozialismus wurde der nahegelegene Fliegerhorst Markersdorf, das „Lager Spratzern“ (die spätere Kopal-Kaserne) und andere Heereseinrichtungen gebaut. Der Bau einer Reichsautobahn von Salzburg über St. Pölten nach Wien wurde begonnen und das Bahnnetz ausgebaut. Es entstanden Wohnbauten wie die von 1938 bis 1940 erbaute „Volkswohnhausanlage“ (auch: Südtirolersiedlung).
Während der NS-Zeit hieß der Rathausplatz „Adolf-Hitler-Platz“, der Neugebäudeplatz „Platz der SA“.

#### Judenverfolgung
1938 hatte die Israelitische Kultusgemeinde in St. Pölten 1200 Mitglieder, davon lebten 400 in der Stadt selbst.
Bald begannen Organisationen wie der SD damit, Juden zu verhaften, es gab Delogierungen, Berufsverbote (für Ärzte, Tierärzte, Apotheker und Anwälte), Beschimpfungen und Demütigungen. Beim Novemberpogrom 1938 in der Nacht des 9. November verwüsteten etwa 350 Uniformierte und Zivilisten die Synagoge St. Pölten und Geschäfte; zahlreiche jüdische Bürger wurden verhaftet.
Ab Mai 1940 gab es kaum noch Juden in St. Pölten. Wer nicht verhaftet worden war und nicht emigrieren konnte, hatte sich in Wien anzumelden. Am 7. Oktober 1941 verkündete der Bürgermeister, dass St. Pölten juden- und zigeunerfrei sei.
Drei Fälle sind bekannt, in denen es Juden gelang, bis 1945 unentdeckt in St. Pölten zu überleben.
In finanzieller Hinsicht profitierten von der Vertreibung der Juden der Staat, die Stadtgemeinde und Privatpersonen. Zahlreiche Geschäfte, Betriebe wie etwa die Schüller-Fabrik, Wohnungen und anderes Eigentum wurden enteignet. Die Synagoge diente als Lager für sowjetische Kriegsgefangene und die SA-Standarte 21. Der alte jüdische Friedhof wurde vollständig zerstört, den neuen, heute noch existierenden, ließ man verwahrlosen. Besonders ab 1941 stieg die Zahl der Massenmorde in den KZs des Dritten Reichs, nachweislich wurden mindestens 300 der 1200 Mitglieder der St. Pöltner Kultusgemeinde ermordet, fast keiner kehrte nach dem Krieg nach St. Pölten zurück.

#### Rüstungsbetriebe
Im Laufe des Krieges erfolgte auch in St. Pölten in großem Maß die Umstellung der Industrieproduktion auf Rüstungsgüter. Zahlreiche Betriebe, darunter auch die größten, steigerten dabei ihre Produktion und Mitarbeiterzahlen erheblich. (Eine Auflistung der einzelnen Betriebe findet man in) Da nicht nur die Juden aus der Stadt verschwunden, sondern auch große Teile der restlichen männlichen Bevölkerung zur Wehrmacht eingezogen waren, begann man auch in St. Pölten in großem Maßstab Frauen, aber auch Zwangsarbeiter (Kriegsgefangene, Häftlinge) einzusetzen. Dies geschah in so gut wie allen Betrieben der Stadt, es kam dabei – wie im Lager für aus Ungarn deportierte Juden in der Viehofner Au – zu mindestens 400 Todesfällen oder Morden.:hier: S. 110–112 und 118

#### Widerstand
Der Widerstand gegen das NS-Regime nahm in St. Pölten im österreichischen Vergleich bedeutende Ausmaße an, auch wenn er weder politisch noch militärisch konkrete Erfolge aufweisen konnte. Der katholisch getragene Widerstand beschränkte sich vor allem auf illegalen Religionsunterricht, die Zeugen Jehovas verweigerten den Dienst an der Waffe und gegen Ende des Krieges organisierte das Grafenehepaar Trauttmansdorff eine überparteiliche Widerstandsgruppe (Widerstandsgruppe Kirchl-Trauttmansdorff). Zu den etwa 400 Verschwörern zählten vor allem Mitglieder der Oberschicht; Ziel war es, die Stadt den sowjetischen Truppen kampflos zu übergeben. Die Gruppe wurde jedoch durch eine V-Person infiltriert und verraten.
Am 13. April 1945 wurden zwölf Mitglieder zum Tod verurteilt und im Hammerpark erschossen, wo heute ein Mahnmal an sie erinnert. Am bedeutendsten waren die Widerstandsgruppen, die aus der bereits zuvor starken Arbeiterbewegung hervorgingen und großteils von der illegalen KPÖ und ihrem Umfeld ausgingen.
In den größeren Betrieben der Stadt (Eisenbahnwerkstätte, Post, Voith, Glanzstoff, Salzer) organisierten sich Gruppen, die Propagandamaterial gegen das Regime druckten und Streiks sowie Sabotageakte (Sprengungen, Beschädigung von Maschinen, Diebstahl) durchführten. Nach Verfolgungen durch die Gestapo gab es 1941 123 Gerichtsverfahren und 28 Todesurteile gegen Eisenbahner, darüber hinaus wurden 11 Mitarbeiter der Voith hingerichtet und 37 der Post verhaftet.:hier: S. 113 und 124

#### Krieg

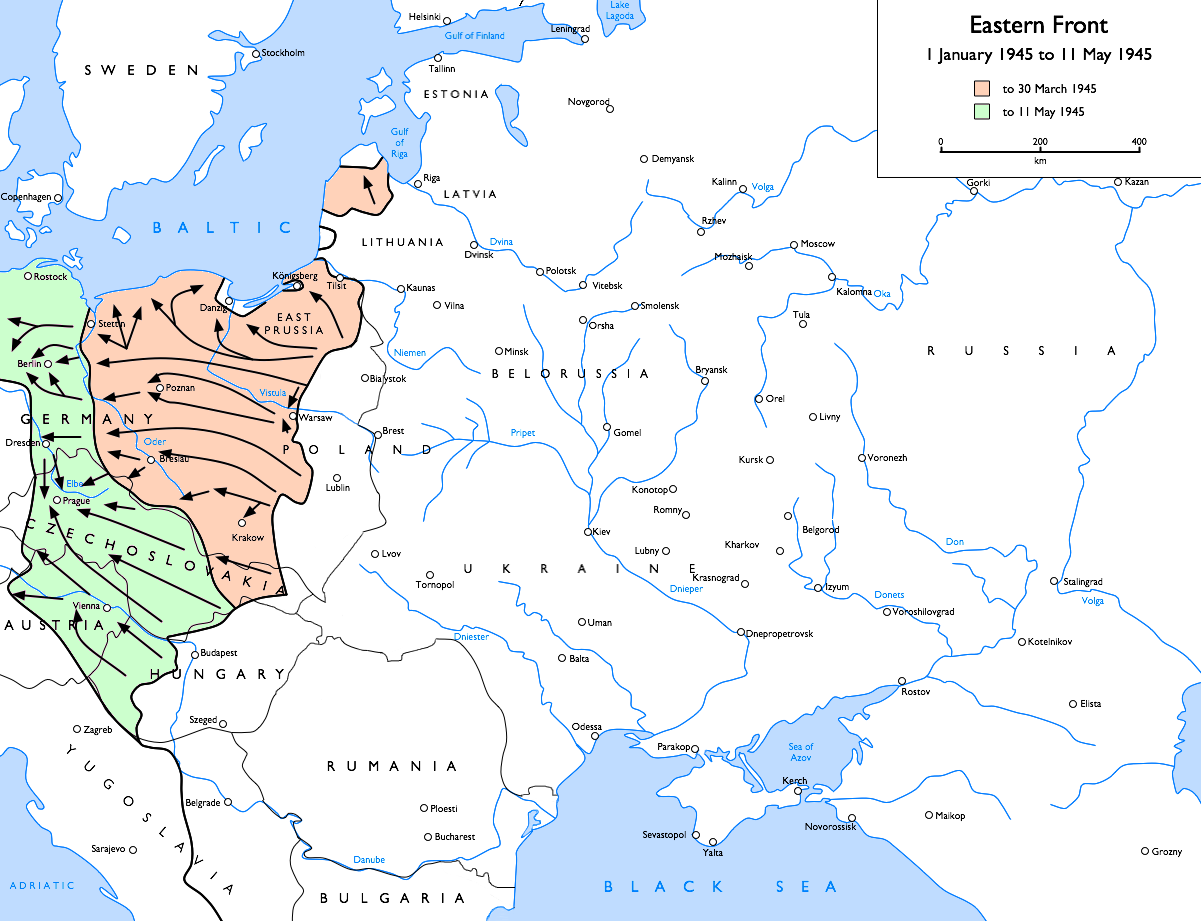
Im April 1945 nahm die Rote Armee Wien und St. Pölten ein

Im Juni 1944 kam es zu den ersten Luftangriffen durch Bomberverbände der Alliierten. Hauptziel war der Bahnhof. Die schwersten Bombardierungen erfolgten zu Ostern 1945. Es gab 591 Tote, von den 4260 Häusern wurden 142 völlig zerstört, 233 mehr als zur Hälfte, weitere 2701 leicht bis mittel. 3500 Personen waren obdachlos, große Teile der Infrastruktur (etwa Gas- und Wasserversorgung) waren getroffen. Schutz boten zahlreiche damals entstandene Bunkeranlagen oder die Flucht aufs Land.:hier: S. 114–117 Noch in den Anfangsmonaten des Jahres 1945 sprachen St. Pöltner NS-Führer vom Kampf bis zum letzten Mann, so wurden auch bis zuletzt Häftlinge, Fahnenflüchtige und Widerständler getötet.:hier: S. 123
Am 14. April 1945 startete schließlich der Angriff der Roten Armee auf St. Pölten. Nach der raschen Einnahme der Stadt am 15. April verlief die Front drei Wochen lang im Westen St. Pöltens. Während der Eroberung starben etwa 600 Zivilisten, 24.000 flüchteten und nur etwa 8000 Personen verblieben in der Stadt. Nach eigener Aussage hatten die sowjetischen Truppen versucht, der Stadt möglichst wenig Schaden zuzufügen; was auch vergleichsweise gut gelungen ist.:hier: S. 126–127 Der Kontakt zwischen den St. Pöltnern und den sowjetischen Soldaten soll einerseits freundschaftlich gewesen sein – immerhin handelte es sich um eine Befreiung vom NS-Regime und das Ende des Krieges – andererseits war er vor allem zu Beginn von Lebensmittelplünderungen und zahlreichen Vergewaltigungen überschattet. Nach Ende der Kampfhandlungen zogen große Teile der in der Stadt stationierten Roten Armee wieder ab.:hier: S. 128
Insgesamt hat der Krieg 39 Prozent der Bausubstanz St. Pöltens zerstört oder schwerst beschädigt.

### Sowjetische Besatzung und Wiederaufbau 1945–1955

#### Politische Neuorganisation
Am 16. April 1945 wurde der aus einer jüdischen Familie stammende 24-jährige Eisenwarenhändler Günther Benedikt von den sowjetischen Truppen als provisorischer Bürgermeister eingesetzt, allerdings nur für kurze Zeit.
Franz Käfer, Heizer in der Glanzstoff und ehemaliger Schutzbundkommandant von Wagram, wechselte 1935 von den Sozialdemokraten zur KPÖ. Auf Befehl des russischen Stadtkommandanten Chomaiko wurde er am 13. Mai 1945 Bürgermeister St. Pöltens und blieb dies während der ersten fünf Jahre des Wiederaufbaus der Stadt. Im Gemeinderat saßen 10 Vertreter der KPÖ, 10 der SPÖ und 6 der ÖVP. Für einen Neubeginn forderte Käfer dazu auf, zusammenzuarbeiten und Persönliches wie Politisches zur Seite zu stellen. Die Gemeinderatsprotokolle der ersten Nachkriegsjahre vermitteln allgemein den Eindruck eines sachlichen und konstruktiven Arbeitsklimas und erst gegen Ende des Wiederaufbaus wurden die parteilichen Differenzen wieder spürbarer.:hier: S. 136
Bei den Landtagswahlen 1945 gewann die St. Pöltner SPÖ deutlich (SPÖ: 22 Mandate, ÖVP: 15, KPÖ: 6). Käfer trat daraufhin zwar zurück, blieb aber aufgrund der Intervention des sowjetischen Kommandanten doch noch bis zu den ersten Gemeinderatswahlen 1950 Bürgermeister. Mit dem Abzug der sowjetischen Truppen aus Niederösterreich nahm auch der Einfluss der KPÖ stark ab. Die Gemeinderatswahlergebnisse seit 1960 zeigen einen kontinuierlichen Abstieg von 13,2 % auf 0,8 % im Jahr 2001. Seitdem ist die KPÖ in St. Pölten nicht mehr angetreten. St. Pöltner Bürgermeister war von 1950 bis 1960 der Sozialist Wilhelm Steingötter.

#### Not, Wiederaufbau und USIA
Nach dem Ende des Krieges herrschte zunächst bittere Not und Obdachlosigkeit. In den folgenden drei Jahren wurde Schutt geräumt und der Bahnhof, wichtige Versorgungsunternehmen und einige Traisenbrücken wiederaufgebaut. Erst danach begann die Gemeinde, Wohnhäuser, Schulen, Straßen, Kanäle usw. in größerem Stil neu zu errichten. Die meisten neuen Wohnungen innerhalb eines Jahres, nämlich 315, entstanden dabei 1952.:hier: S. 134
Die wirtschaftliche Situation war durch den Mangel von Gütern geprägt; es gab nur wenig zu kaufen und wenn, dann waren Konsumgüter aufgrund starker Teuerung für viele schwer erreichbar. Bekleidung, Möbel und vor allem Lebensmittel (manche Lebensmittel bis in die 1950er Jahre) bekam man gegen Bezugsscheine, die im Alumnat je nach Beruf, Alter etc. ausgegeben wurden. Man „wurstelte sich durch“, es etablierte sich ein Schwarzmarkt, der bis etwa 1950 andauerte.:hier: S. 141 f.
Die ärgste Not war 1953 auch für Einkommensschwächere überstanden, von Wohlstand konnte man aber noch lange nicht sprechen. Die Wohnungsmieten waren in den Jahren nach dem Krieg niedrig. Der Grund dafür waren Mietgesetze, aber auch der schlechte Zustand der bewohnten Barackensiedlungen (beispielsweise in der Herzogenburgerstraße) und Zinshäuser.:hier: S. 142 f.
Nach dem Krieg begann die Rote Armee mit der Demontage deutschen Eigentums (vor allem Maschinen in Großbetrieben wie der Voith und der Glanzstoff), stoppte diese aber und organisierte die Wiederaufnahme der Produktion als klar war, dass die Besatzung länger andauern würde. Alle Betriebe, die man als deutsches Eigentum ansah, fasste man ab dem 27. Juni 1946 im USIA-Konzern zusammen. Die wenigen Unternehmen, die wie die Voith Gewinne machten, hatten diese als Reparationszahlung an die Sowjetunion abzuliefern.:hier: S. 140 f. Für den Arbeitsmarkt waren die USIA-Betriebe ein Stabilitätsfaktor, trotzdem stieg die Arbeitslosenquote in St. Pölten 1953 auf über neun Prozent.:hier: S. 143

#### Ende der Besatzungszeit
Am 10. Februar 1955 wurden zahlreiche Eingemeindungen der NS-Zeit per Landtagsbeschluss, großteils nach Abstimmungen der Bevölkerung, wieder zurückgenommen. Ausgemeindet wurden die ländlich geprägten Ortsteile Ratzersdorf, Ober- und Unterzwischenbrunn, Windpassing, Schnabling, Wörth, Wolfenberg, Hart, Gröben, Schwadorf, Gattmannsdorf sowie Teile von Altmannsdorf, Brunn und Pummersdorf. Bei der Gemeinde verblieben Ober- und Unterradlberg, Stattersdorf, Harland und Völtendorf. Das Gemeindegebiet sank auf 43,23 km² mit 38.563 Einwohnern. St. Pölten war danach die achtgrößte Stadt Österreichs und blieb die größte Niederösterreichs.:hier: S. 140
Im Mai 1955 wurde der Staatsvertrag unterzeichnet, im August 1955 begann der Abzug der sowjetischen Truppen aus St. Pölten, und am 13. September verließen die letzten Soldaten die Stadt.:hier: S. 154 f. Wurden die von der Sowjetunion besetzten Teile Österreichs wirtschaftlich benachteiligt, so hatten die im August 1955 an die österreichische Bundesregierung übergebenen USIA-Betriebe danach auch noch Kredite offen und sechs Jahre lang Sachwerte an die Sowjetunion zu leisten. Die Bundesregierung wiederum sollte die 280 niederösterreichischen USIA-Betriebe an die ursprünglichen Eigentümer zurückgeben.:hier: S. 153 f.

### Entwicklung nach 1955
1972 überschritt die Stadt durch die Eingemeindungen von u. a. Ochsenburg, Pottenbrunn und St. Georgen erstmals die 50.000-Einwohner-Grenze.

#### Hauptstadtfrage
Zur Landeshauptstadt von Niederösterreich wurde St. Pölten mit Landtagsbeschluss vom 10. Juli 1986. St. Pölten hatte sich zuvor bei einer Volksbefragung am 1. und 2. März 1986 mit 45 % gegen Krems (29 %), Baden (8 %), Tulln (5 %) und Wiener Neustadt (4 %) durchgesetzt.
Seit 1997 ist St. Pölten nach dem Auszug der Landesbehörden aus Wien und dem Bau des Landhausviertels auch Sitz der niederösterreichischen Landesregierung.
Am 9. Juli 1999 erhielt die Stadt für ihre Verdienste bei den internationalen Aktivitäten, den Städtepartnerschaften und als Federführer des „Kooperationsnetzwerkes Europäischer Mittelstädte“ die Ehrenplakette des Europarates. Während der Sitzung des Europarates am 26. April 2001 wurde St. Pölten der Europapreis verliehen. 2002 erfolgte die Eröffnung des Museums Niederösterreich.
Kurt Krenn, der seit 1991 amtierende und heftig umstrittene St. Pöltner Bischof, reichte am 20. September 2004 nach Missbrauchsvorfällen im Priesterseminar sein Rücktrittsgesuch ein. Klaus Küng wurde zum 17. Bischof der Diözese St. Pölten ernannt.
In St. Pölten befindet sich auch die Evangelische Superintendentur A. B. Niederösterreich, die 1998 aus Bad Vöslau hierher verlegt wurde.
Eine Gasexplosion tötete im Juni 2010 fünf Menschen und verursachte hohen Sachschaden.
2010 wurde mit archäologischen Grabungen am Domplatz begonnen, die ursprünglich hätten zwei Jahre dauern sollen. Im September 2023 wurde der neugestaltete Domplatz nach tatsächlich rund zehn Jahre dauernden Grabungen offiziell eröffnet.
2017 bewarb sich St. Pölten in Zusammenarbeit mit dem Land Niederösterreich als Europäische Kulturhauptstadt 2024. Aus der gescheiterten Bewerbung ging das Festival Tangente hervor.

## Politik

### Gemeinderat und Stadtsenat
Der Gemeinderat besteht aus 42 Mitgliedern. Bei der Gemeinderatswahl 2021 erhielt die SPÖ 25 Mandate, die ÖVP zehn, die FPÖ und die Grünen jeweils drei, ein Mandat gewannen die NEOS.
Der Stadtsenat besteht aus dem ersten und dem zweiten Vizebürgermeister sowie elf weiteren Mitgliedern; allesamt sind sie zugleich Mitglieder des Gemeinderates. Nach dem Ergebnis der Gemeinderatswahl 2021 besteht dieser aus acht Mitgliedern der SPÖ und drei der ÖVP sowie jeweils einem Mitglied der FPÖ und der Grünen.

### Bürgermeister
Das Amt des Bürgermeisters bekleidet seit 2004 Matthias Stadler (SPÖ), 1. Vizebürgermeister ist seit Februar 2020 Harald Ludwig (SPÖ), 2. Vizebürgermeister ist seit 2011 Matthias Adl (ÖVP).

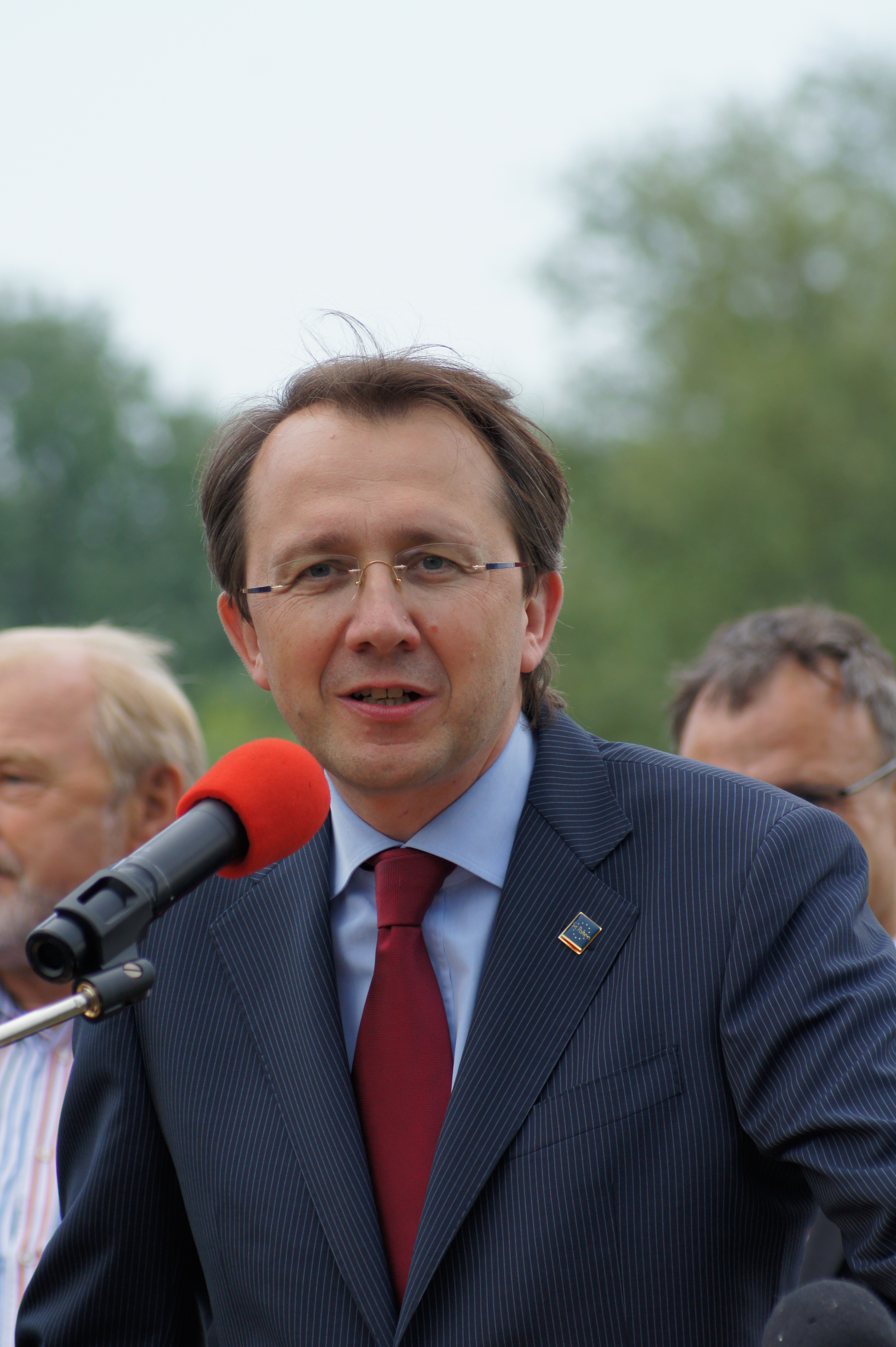
Bürgermeister Matthias Stadler
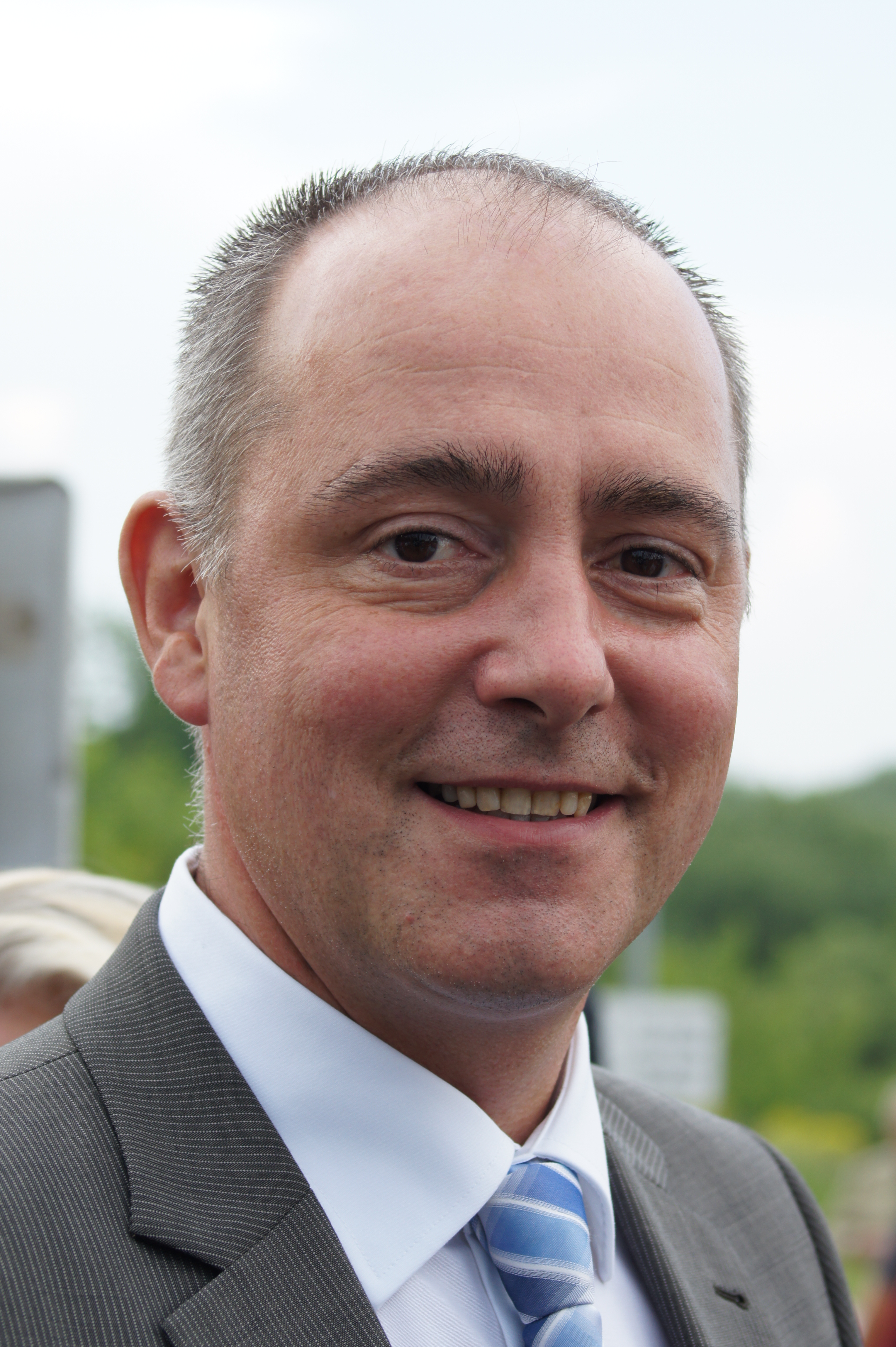
2. Vizebürgermeister Matthias Adl

### Wappen, Farben und Siegel
| Wappen von St. Pölten | Blasonierung: „Gespalten von Silber und Blau; vorne ein roter Balken, hinten ein steigender, silberner, rotgezungter und goldbewehrter Wolf.“ |
| Wappen von St. Pölten | Wappenbegründung: Das der Stadt St. Pölten von König Ferdinand I. am 3. November 1538 verliehene Stadtwappen besteht aus zwei Teilen. Der heraldisch rechte (vom Betrachter aus linke) Teil zeigt den umgekehrten österreichischen Bindenschild als Zeichen der landesfürstlichen Zugehörigkeit der Stadt. Der heraldisch linke Teil mit dem aufrecht stehenden Wolf ist Ausdruck der Herkunft aus dem Besitz des Bistums Passau. Das Pedum (Bischofsstab), das der Wolf im 15. Jahrhundert in den Pfoten hielt, ist verschwunden. |

Die Farben der Stadt sind rot-gelb. Das Siegel der Stadt zeigt das Stadtwappen mit der Umschrift „Landeshauptstadt St. Pölten“. Das Amtssiegel des Magistrates weist das Wappen und die Umschrift „Magistrat der Stadt St. Pölten“ auf.

Banner der Stadt
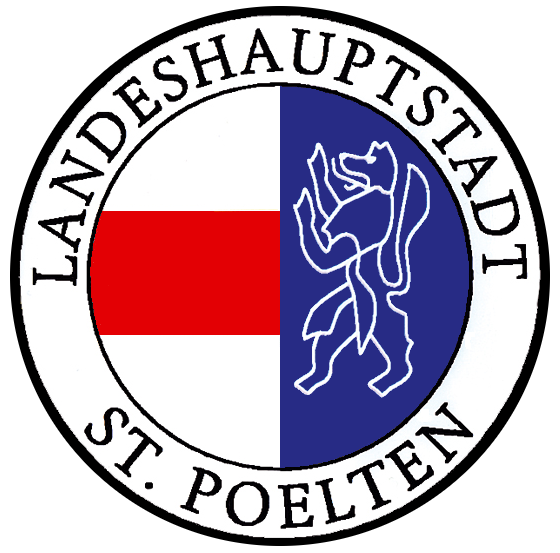
Siegel der Stadt
Das aktuelle Logo der Stadt

Die Stadt verwendet seit den 1960er Jahren verschiedene Logos in Publikationen. Diese spiegeln die Entwicklungen der Stadt wider. So lautete der Text des ab 1986 benutzten Logos „Landeshauptstadt St. Pölten“, das aktuelle zeigt neben den stilisierten Sternen der Europaflagge den Text „st. pölten mitten in europa“.

### Städtepartnerschaften
- Altoona, Pennsylvania (Vereinigte Staaten), seit 2000
- Brünn (Tschechien), seit 1990
- Clichy (Frankreich), seit 1968
- Heidenheim (Deutschland), seit 1967
- Kurashiki (Japan), seit 1957
- Wuhan (Volksrepublik China), seit 2005[41]

### E-Government
Für Bürger, die ihren Hauptwohnsitz in St. Pölten haben, bietet die Stadtverwaltung elektronische Formulare an. Die Formulare basieren auf der Formularlösung AFORMSOLUTION des österreichischen IT-Unternehmens aforms und umfassen u. a. Förderungsanträge oder diverse Ansuchen.

## Bevölkerung

### Bevölkerungsentwicklung
Seit dem Jahr 1869 liegen von der Statistik Austria erhobene Daten vor.
Im September 2018 berichtete das Magistrat, die 60.000-Einwohnergrenze überschritten zu haben, davon 55.159 Personen mit Hauptwohnsitz und 4.841 mit Zweitwohnsitz. Im Juli 2025 informierte die Stadt, erstmals die 60.000er-Grenze bei den Hauptwohnsitzern erreicht zu haben. Zusammen mit den Nebenwohnsitzern wurden im Juli 2025 fast 67.000 Einwohner erreicht.

## Wirtschaft
Im Jahr 2011 hat die Stadtgemeinde St. Pölten 178.071.808,34 Euro eingenommen und exakt denselben Betrag ausgegeben.

### Arbeitsstätten und Beschäftigte
| Jahr | Arbeitsstätten | Beschäftigte |
| ---- | -------------- | ------------ |
| 1991 | 2.131          | 30.544       |
| 2001 | 2.711          | 40.041       |
| 2006 | 3.764          | –            |

Per Stichtag 15. Mai 2001 arbeiteten in St. Pölten 40.041 Personen an 2.711 Arbeitsstätten. Davon beschäftigten die 23 größten Arbeitsstätten mehr als je 199 Arbeitnehmer, die 1.676 kleinsten 0 bis 4 Arbeitnehmer. Von den 23 größten Arbeitsstätten fielen 6 in den Produktionssektor, 17 in den Dienstleistungssektor.
Die drei größten Arbeitsstätten 2001 beschäftigten jeweils über 999 Personen (darunter das Krankenhaus und das Regierungsviertel).

### Pendler
Im Jahr 2001 arbeiteten 16.347 St. Pöltner in St. Pölten, 6.035 pendelten nach außerhalb zu ihrer Arbeit. Umgekehrt pendelten – da weit mehr Arbeitsplätze vorhanden sind als St. Pöltner Erwerbstätige – 24.866 Personen (rund 60 % aller in St. Pölten Erwerbstätigen) von außerhalb nach St. Pölten zu ihrer Arbeit. Das ergibt 41.213 in St. Pölten erwerbstätige Personen im Jahr 2001.

### Medien
Einige Medienunternehmen haben in St. Pölten ihren Sitz oder ihre Verwaltung. Dazu zählen „MFG-Das Magazin“, ein monatlich erscheinendes unabhängiges Printmedium, „@cetera“, „Campus Radio 94.4“, der Radiosender der Fachhochschule, und bis 2012 HiT FM, ein weiterer Radiosender. Daneben gibt es noch ein Studio des Österreichischen Rundfunks (ORF) für Niederösterreich, den Regionalfernsehsender „N1“ und den Privatsender „P3tv“. Die Redaktionen für den Raum Niederösterreich der Austria Presse Agentur (APA), des Wiener Kurier und Der Presse haben hier ebenfalls ihren Sitz.
Das Niederösterreichische Pressehaus in St. Pölten ist Herausgeber der Niederösterreichischen Nachrichten (NÖN), der „Burgenländischen Volkszeitung“ (BVZ), der „NÖ-Rundschau“, „Unser Gratisblatt“, der „Neuen Stadtzeitung“ und der „Landeshauptstadt-Zeitung“.

### Ansässige Unternehmen

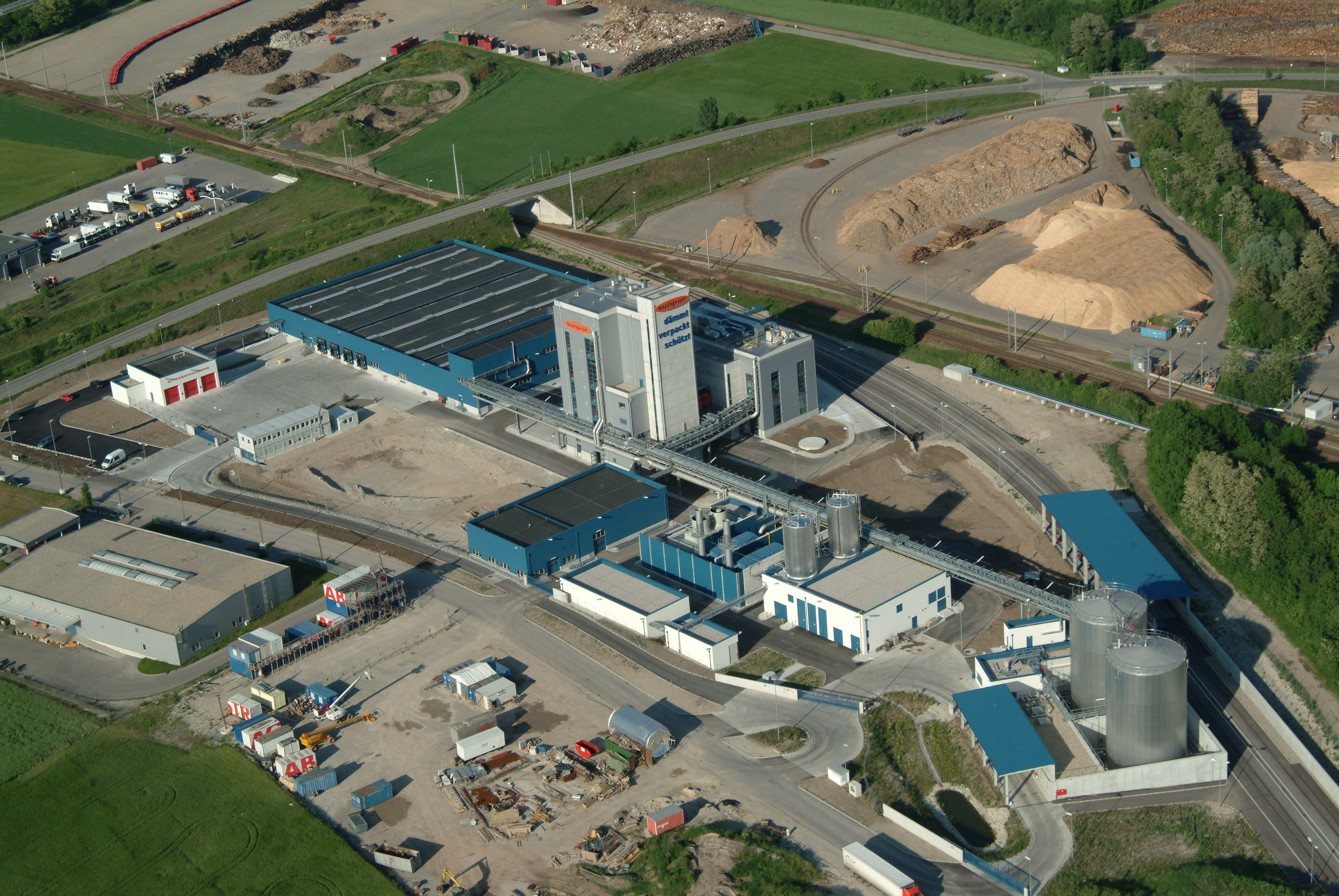
Das Sunpor-Werk in Radlberg

#### Produktionsbetriebe
Die Fernwärmeversorgung der Stadt erfolgt durch die „Fernwärme St. Pölten GmbH“. Diese ist eine Tochtergesellschaft der Stadt St. Pölten und der EVN. Die Wärme wird seit 2009 zu zwei Drittel von der EVN Wärme über die 31 km lange Fernwärmetransportleitung vom Kraftwerk Dürnrohr geliefert.
Seit 1904 gibt es die „Voith St. Pölten“. Die heutige Voith Austria Holding mit Firmensitz in St. Pölten fertigt vor allem Papiermaschinen, Turbinen und Turbogetriebe. Zählte die Voith St. Pölten 1961 noch 3031 Beschäftigte, waren es 2012 nur noch 870 bei einem Jahresumsatz von 271,2 Millionen Euro. Im Februar 2015 wurde bekannt, dass Voith-Paper den Standort St. Pölten schließt und 150 Stellen streicht.
Die 1986 gegründete und im Alleinbesitz der norwegischen „O.N. Sunde AS“ befindliche Sunpor Kunststoff GmbH unterhält zwei Produktionsstandorte in den Stadtteilen Radlberg und Stattersdorf. Das Unternehmen beliefert insbesondere die Hersteller von Wärmedämmplatten für die Gebäudedämmung, hatte 2009 160 Mitarbeiter und einen Umsatz von 140 Millionen Euro.
Unterradlberg ist seit 1970 Standort der Egger Gruppe, der Spanplatten (2014: 392 Mitarbeiter), die radlberger Getränke und in einer Brauerei das „Egger Bier“ herstellt.
Am Standort der heutigen Papierfabrik in Stattersdorf wird bereits seit 1579 Papier erzeugt, seit 1798 ist sie im Besitz der Familie Salzer (heute Salzer Papier GmbH). Im Stadtteil Pottenbrunn befindet sich ein Werk des Schweizer Konzerns Geberit AG. Dort werden sanitärtechnische Produkte unter anderem für Duschen und WCs gefertigt. 2012 hatte der Standort über 420 Mitarbeiter.
Die seit 1907 betriebene ÖBB Hauptwerkstätte St. Pölten beschäftigte Ende der 1920er Jahre noch über 1500 Arbeiter, 2011 waren es nur noch 576. 2022 wurde in St. Pölten der ÖBB-Bildungscampus eröffnet, der auf einem ehemaligen Hallen-Gelände der ÖBB in der Nähe der ÖBB-Technische Services und des Lehrlingsheims für bis zu 550 Personen innerhalb von 30 Monaten um rund 75 Millionen Euro realisiert wurde.

#### Handelsbetriebe
Die 1973 gegründete kika Möbelhandelsgesellschaft m.b.H. ist seitdem im Besitz der Familie Koch. In St. Pölten befindet sich der Unternehmenssitz, ein 1977 eröffnetes Möbelhaus und ein Lager (Stadtteil Spratzern) des europaweit operierenden Einrichtungshändlers, der 2018 Teil der SIGNA-Gruppe wurde. Die im Besitz der Familie Leiner befindliche und 1910 gegründete Rudolf Leiner GmbH hat seither ihren Unternehmenssitz sowie eine Filiale in St. Pölten. Im Stadtteil Spratzern befindet sich ein Lager der Firma.
Im Stadtteil Spratzern befindet sich eines der sieben großen österreichischen Lager der österreichischen Handelskette SPAR Österreich.
Die 1924 gegründete und bis heute als Familienbetrieb geführte Baumarkt Nadlinger Handelsges.m.b.H., hat ihren Firmensitz im Stadtteil Spratzern, wo ein Hagebaumarkt und Baustoff-Großhandel betrieben wird. 2015 übernahm man den ehemaligen Baumax Standort im Stadtteil Viehofen, der seit 2016 als „Hagebaumarkt St. Pölten Nord“ weitergeführt wird.

#### Weitere Firmen
- Klenk & Meder GmbH (Elektrotechnik, rund 800 Mitarbeiter)
- Niederösterreichisches Pressehaus Druck- und Verlagsgesellschaft m.b.H. (2005: 484 Mitarbeiter und 100 Millionen Euro Umsatz)[65]
- Salesianer Miettex (in Spratzern befinden sich eine Wäscherei und ein Lager des europaweit tätigen Wiener Familienunternehmens)[66]
- Schubert & Franzke GmbH (Verlag für Stadt- und Ortspläne, Sitz in St. Pölten, 60 Mitarbeiter)[67]
- Rosenberger (Rosenberger Restaurant GmbH, ROSENBERGER FUELS GMBH und Rosenberger Tankstellen GmbH)
- Strabag mit einem Standort
- Tanzschule Schwebach GmbH mit einem Standort[68]

#### Ehemalige Unternehmen
In St. Pölten entstanden ab der Mitte des 19. Jahrhunderts zahlreiche Industrieunternehmen, viele von ihnen haben nicht bis in die heutige Zeit überdauert.
- Die größten Industriebetriebe im heutigen Stadtgebiet waren die Glanzstoff Austria (1906–2008) und die Harlander Coats (1859–1991).
- Schon vor dem Zweiten Weltkrieg schlossen
  - die Brauerei Winger (1589–1931) und Fabriken wie
  - die k. k. priv. Spiegelfabrik (1804–1858),
  - die Spitzen- und Bobinet- und Vorhänge-Fabrik F. Austin (1866–1930) sowie
  - die St. Pöltner Weicheisen-, Stahlgießerei Leopold Gasser (1870–1930).

## Verkehr

### Mobilität
In St. Pölten werden 44 Prozent der Alltagswege autofrei zurückgelegt (Stand 2016). Das ist der siebente Platz im Vergleich mit den anderen Landeshauptstädten.
Je Tausend Einwohner gab es im Jahr 2017 565 PKWs in der Stadt.
Der folgende Graph zeigt einen Vergleich der österreichischen Landeshauptstädte in sieben umwelt-relevanten Bereichen, welcher 2020 durch die Umweltorganisation Greenpeace durchgeführt wurde (je mehr Punkte umso besser):
| Die zur Anzeige dieser Grafik verwendete Erweiterung wurde dauerhaft deaktiviert. Wir arbeiten aktuell daran, diese und weitere betroffene Grafiken auf ein neues Format umzustellen. (Mehr dazu) |

- Verkehrsmittelwahl: Anzahl der Wege im Personenverkehr, die umweltfreundlich zu Fuß, per Rad oder mit öffentlichem Verkehr zurückgelegt werden.
- Luftqualität: Belastung mit Stickstoffdioxid und Feinstaub.
- Radverkehr: Länge des Radnetzes, Anzahl der City-Bikestationen, Anzahl der Verkehrsunfälle.
- Öffentlicher Verkehr: Preis, zeitliche und räumliche Abdeckung.
- Parkraum: Preis für das Parken, Anteil der Kurzparkzonen.
- Fußgänger: Flächen der Fußgängerzonen und der verkehrsberuhigten Zonen, Anzahl der Verkehrsunfälle.
- Auto-Alternativen: Anzahl Elektro-Autos, Anzahl der Elektro-Ladestationen, Anzahl der Car-Sharing-Autos.
- Durchschnitt: Summe der sieben Einzelwertungen geteil durch sieben.

### Straße

Wichtigste Verkehrswege in St. Pölten

Die Stadt liegt am Schnittpunkt der West Autobahn A 1 mit der Kremser Schnellstraße S 33 und wird von der Wiener Straße B 1 durchquert. Der Anschlussknoten der gerade in Planung befindlichen und heftig diskutierten Traisental Schnellstraße S 34 soll in St. Pölten liegen.

#### Wichtige Straßen
- West Autobahn A 1 von Wien bis Salzburg
- Kremser Schnellstraße S 33 von St. Pölten bis Krems
- Traisental Schnellstraße S 34 von St. Pölten bis Wilhelmsburg (in Planung)
- Wiener Straße B 1
  - Wiener Straße B 1a, St. Pölten (B 1)–St. Pölten (S 33)
- Mariazeller Straße B 20, vom St. Pöltner Europaplatz bis nach Kapfenberg
- Pielachtal Straße B 39, von St. Pölten bis nach Winterbach

#### Parkhäuser
In der Nähe der Innenstadt bestehen zehn Parkhäuser mit insgesamt etwa 3900 Stellplätzen.

### Öffentlicher Verkehr

#### Eisenbahn
In St. Pölten befinden sich zwölf Bahnhöfe, von denen der St. Pöltner Hauptbahnhof der Größte ist. Es gibt folgende Eisenbahnlinien mit zumindest Personenverkehr:
- Westbahnstrecke (mit einer Fahrzeit von 25 Minuten nach Wien)
- Endstation der Leobersdorfer Bahn
- Endstation der Mariazeller Bahn
- Endstation der Tullnerfelder Bahn nach Krems und Tulln

#### Regionalbus
- Der Knotenpunkt der Wieselbus-Linien, welche die Hauptstadt sternförmig mit den verschiedenen Regionen Niederösterreichs verbinden, ist das Wiesel-Busterminal im Regierungsviertel.
- Weitere regionale Buslinien verkehren ab Hauptbahnhof.

#### Nahverkehr

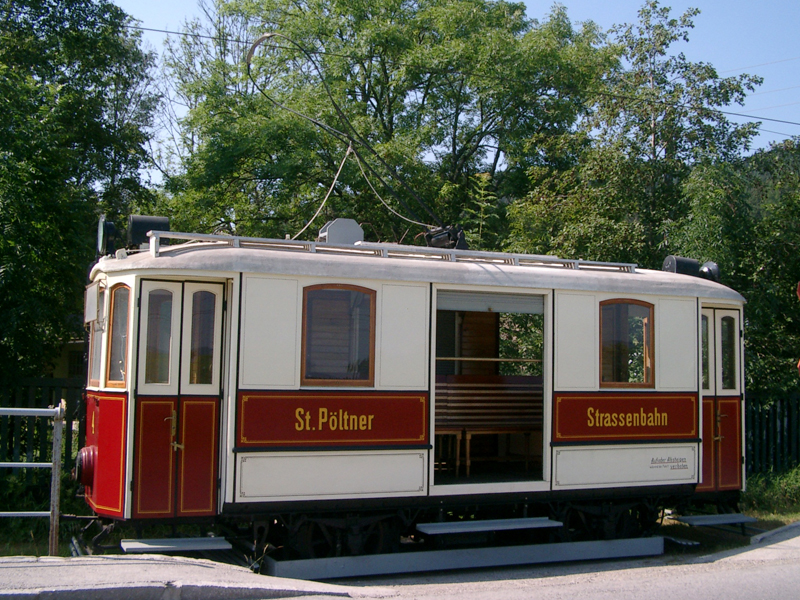
Ehemalige Poststraßenbahn in St. Pölten

- Straßenbahn, historisch; verkehrte von 1911 bis 1976, (Straßenbahn St. Pölten)
- Städtisches Bussystem „LUP“, Netz von 13 Linien[72], am 15. Dezember 2024 wird eine 14. Linie eingeführt[73][veraltet]
- kostenloser Touristenzug, verbindet die Altstadt mit dem Landhausviertel
- Anruf-Sammeltaxi, eine Ergänzung zu den öffentlichen Verkehrsmitteln in den Nachtstunden, fährt zwischen allen Bushaltestellen im Stadtgebiet zum Fixpreis

##### Ausbaupläne O-Bussystem
Als Ergänzung zum LUP-Busnetz ist die Einführung eines drei Linien umfassenden Oberleitungsbusnetzes mit der geplanten Bezeichnung O-LUP nach den Vorbildern der O-Bussysteme in Salzburg und Linz geplant. Die Linienführung soll sich bis nach Wilhelmsburg und Herzogenburg erstrecken.

### Radverkehr
Zehn Prozent des innerstädtischen Verkehrs erfolgt in St. Pölten mit dem Fahrrad. Das bestehende Routennetz soll in den kommenden Jahren von 165 auf 219 Kilometer erweitert und verknüpft werden. Ein Mix von Radwegen, Geh- und Radwegen, Radfahrstreifen und Mehrzweckstreifen ist geplant. Im Jahr 2005 wurde die Fußgängerzone in der Innenstadt für Radfahrer geöffnet.
Weiters ist St. Pölten Ausgangspunkt für viele Radwanderstrecken, hauptsächlich entlang des von Mariazell bis zur Donau reichenden Traisentalradweges.

### Luftverkehr
Der Flugplatz Völtendorf befindet sich am Areal des ehemaligen Garnisonsübungsplatzes Völtendorf.

## Öffentliche Einrichtungen

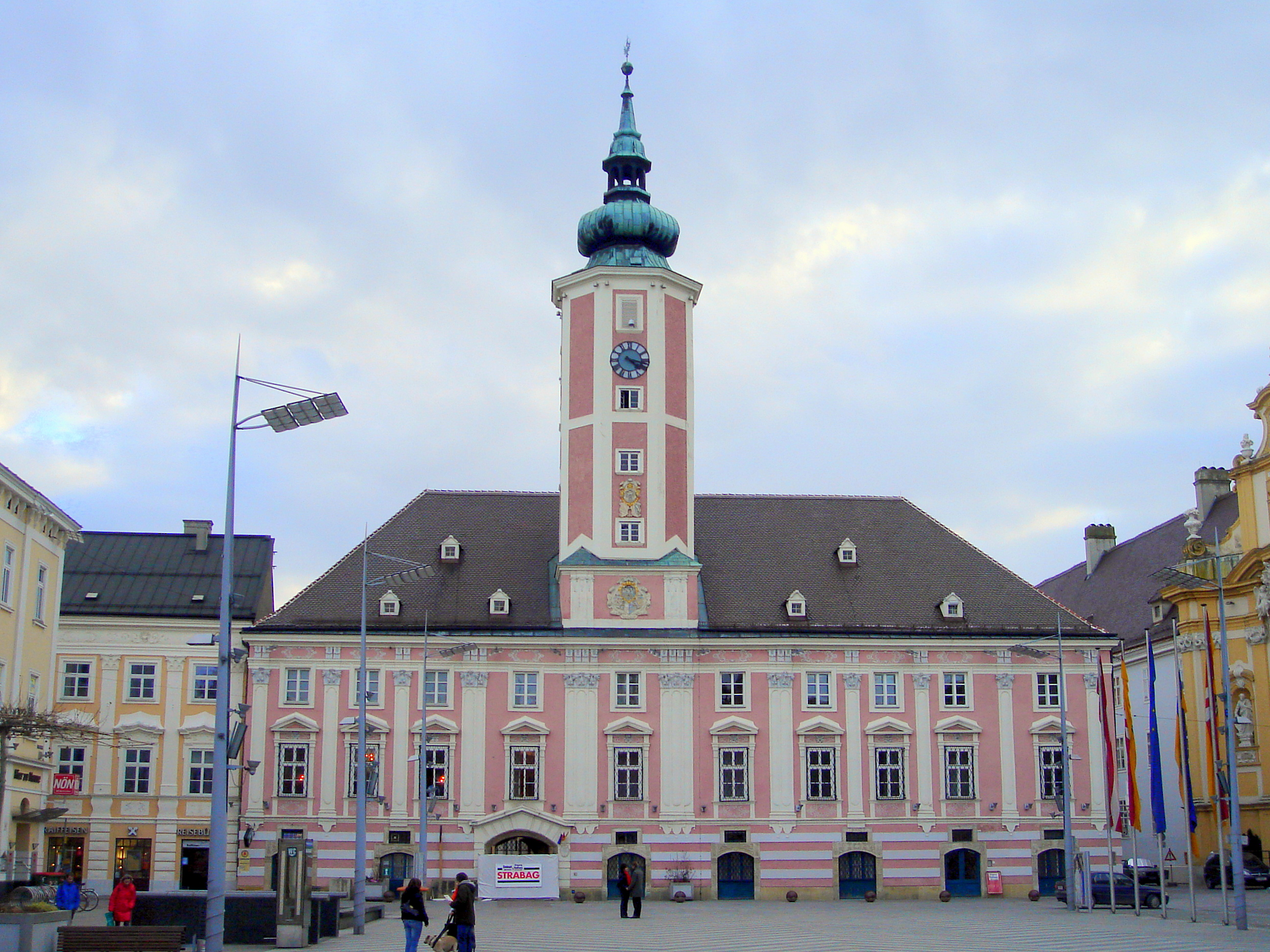
Das Rathaus – Wahrzeichen der Stadt St. Pölten

### Ämter und Behörden
- Amt der NÖ Landesregierung (seit 1986 Landeshauptstadt)
- Bezirkshauptmannschaft
- NÖ Agrarbezirksbehörde
- Finanzamt
- Landesgericht St. Pölten
- Bezirksgericht
- Justizanstalt St. Pölten
- Vermessungsamt
- Arbeitsmarktservice
- Rechtsanwaltskammer Niederösterreich
- Bezirksstelle der Wirtschaftskammer
- Arbeiterkammer Niederösterreich
- Gewerkschaft GPA Niederösterreich
- Landes-Landwirtschaftskammer
- Bezirksbauernkammer
- Niederösterreichische Gebietskrankenkasse (Hauptstelle)
- Niederösterreichisches Gebietsbauamt III

### Gesundheitswesen und Sicherheit

#### Gesundheit
St. Pölten beherbergt das Universitätsklinikum St. Pölten mit 3100 Angestellten und 1100 Betten sowie ein Heereskrankenhaus, 225 Ärzte und zehn Apotheken. Die rettungsdienstliche Versorgung wird durch zwei Dienststellen des Samariterbundes (St. Pölten und St. Georgen) und einer Bezirkstelle des Roten Kreuzes aufrechterhalten. In der Landeshauptstadt befindet sich eine der vier Rettungsleitstellen von 144 Notruf Niederösterreich (ehemals LEBIG) in Niederösterreich.
St. Pölten ist der Standort des einzigen Krematoriums des Landes Niederösterreich
Pflegeheime
- Seniorenwohnheim Stadtwald
- NÖ Landespflegeheim St. Pölten (LPH)
- Pflegeheim Pottenbrunn
- Haus St. Elisabeth: Das von der Caritas St. Pölten betriebene Pflegeheim bietet Wohnen auf Zeit und Wohnen auf Dauer für insgesamt 131 Personen.[78]

#### Polizei
Als Sicherheitsbehörde für die Stadt fungiert die Landespolizeidirektion Niederösterreich. Ihr unterstellt als Dienststelle des Wachkörpers für das Stadtgebiet ist das Stadtpolizeikommando St. Pölten.

#### Feuerwehr
In der Stadt befinden sich die Bereichsalarmzentrale der Freiwilligen Feuerwehren in St. Pölten und den Bezirken St. Pölten-Land und Lilienfeld. Im Gegensatz zu den meisten anderen Landeshauptstädten hat St. Pölten keine Berufsfeuerwehr, sondern aktuell 14 Freiwillige Feuerwehren sowie 10 Betriebsfeuerwehren.

### Bildungseinrichtungen
Kindergärten, Schulen und Hochschulen
- 2013 gab es 24 Kindergärten, neben einigen privaten verfügte St. Pölten über zwölf öffentliche Volksschulen und drei Sonderschulen.
- Weiters gab es im Stadtgebiet fünf Neue Mittelschulen und eine private Hauptschule sowie eine Polytechnische Schule.
- Nach Erfüllung der Schulpflicht konnten vier Gymnasien, eine Berufsschule (mit 15 angebotenen Lehrberufen), die Höhere Technische Bundeslehr- und Versuchsanstalt St. Pölten, eine Handelsakademie, eine Höhere Lehranstalt für wirtschaftliche Berufe, eine Höhere Tourismusschule[80] eine HBLA, eine HLA und die Bundesbildungsanstalt für Kindergartenpädagogik und Sozialpädagogik St. Pölten besucht werden.[81]
- Neben der Fachhochschule St. Pölten gibt es die Privatuniversität der Kreativwirtschaft, die Bertha von Suttner Privatuniversität, eine philosophisch-theologische Hochschule und eine Fachhochschule für Maschinenbau und -konstruktion, die im Rahmen eines berufsbegleitenden Fernstudiums absolviert werden kann.
- Das Bildungshaus St. Hippolyt ist ein Bildungshaus der Diözese St. Pölten. Das Priesterseminar der Diözese wurde 2012/13 zum Wiener Priesterseminar verlegt.

Weitere Bildungseinrichtungen sind die VHS St. Pölten das Wirtschaftsförderungsinstitut der Wirtschaftskammer Niederösterreich und die Kommunalakademie Niederösterreich. Die Stadt beherbergt das Bildungszentrum der Sicherheitsexekutive (BZS) St. Pölten der Sicherheitsakademie. Die Niederösterreichische Landesakademie wurde 2017 aufgelöst.
Bibliotheken
In St. Pölten befinden sich fünf größere öffentliche Bibliotheken.
- Die Stadtbücherei St. Pölten verfügte 2002 über 100.000 Medien,[82] die übrigen vier bieten vor allem wissenschaftliche Literatur an, wobei die Niederösterreichische Landesbibliothek mit 488.500 Titeldatensätzen (2012) die umfangreichste Bibliothek St. Pöltens ist.[83]

Wissenschaftliche Fachbibliotheken sind
- die Bundesstaatliche Pädagogische Bibliothek beim Landesschulrat für Niederösterreich mit 150.000 Bänden (2013),[84]
- die Bibliothek der Philosophisch-Theologischen Hochschule St. Pölten mit 100.000 Bänden (2013)[85] sowie
- die Bibliothek der Fachhochschule St. Pölten mit 26.000 Medien (2013).[86]

### Freizeit- und Sportanlagen

#### Bade- und Schwimmanlagen
- Aquacity, Hallenbad
- citysplash, Freibad

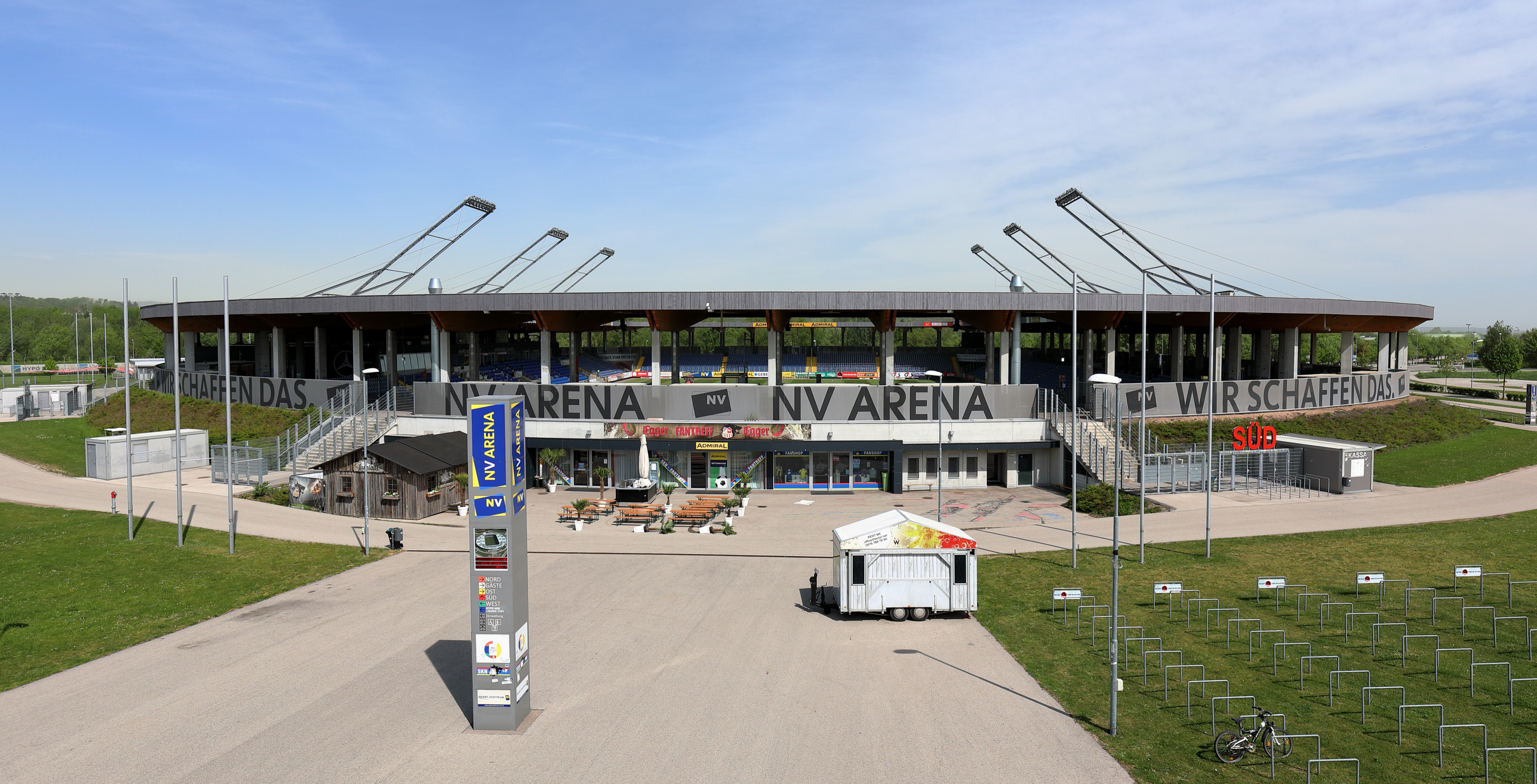
Das 2012 eröffnete Fußballstadion „NV Arena“

- Ratzersdorfer See, ein Badesee mit FKK, Beachvolleyball und Minigolf
- Viehofner Seen, 53 ha Gesamtfläche, die Hälfte des Areals besteht aus den Wasserflächen des großen und kleinen Sees

Der Stadtentwicklungsplan sieht mit Stand November 2020 die Errichtung eines Sees im Süden vor, der dem Hochwasserschutz dienen soll und als Freizeitgebiet, flächenmäßig etwas kleiner als der Ratzerdorfersee im Norden. Bürgermeister Matthias Stadler (SPÖ) hofft auf die Unterstützung der Bevölkerung. Einige Grundstücksflächen sind noch zu erwerben, eine Umweltverträglichkeitsprüfung wird nötig sein. Der Realisierungszeitraum soll 5 bis 10 Jahre betragen.

#### Sportvereine und Sportanlagen
Neben diversen Fitness-Studios gibt es in St. Pölten viele Sportvereine, unter anderem:
- American Football Club – St. Pölten Invaders
- Badminton Club
- Fußball – SKN St. Pölten, FC Sturm 19 St. Pölten und SC St. Pölten. Der FC Sturm 19 ist bekannt für den späteren Rapid-Spieler Franz „Bimbo“ Binder.
- Golfclub St. Pölten
- Handball Union St. Pölten – Prandtauerhalle
- Sportfliegerclub St. Pölten

In St. Pölten befindet sich auch eine Hauptstelle der Niederösterreichischen Landessportschule.

#### Tennis
In St. Pölten fand alljährlich in der dritten Maiwoche ein ATP-Turnier statt, das 2006 nach Pörtschach verlegt wurde, ehe es 2008 eingestellt wurde.

#### Triathlon
In den Jahren 2007 bis 2019 fand hier der Ironman 70.3 Austria statt – ein Triathlon-Bewerb über die halbe Ironman-Distanz (1,9 km Schwimmen, 90 km Radfahren und 21,1 km Laufen). Seit 2020 wird dieser Bewerb als Challenge-Rennen ausgetragen.

## Religion
Im Herbst 2003 kam es um das Priesterseminar St. Pölten unter Bischof Kurt Krenn zu einem Skandal wegen homosexueller Handlungen und kinderpornografischer Fotos. Das Seminar wurde 2004 aufgelöst.

## Kultur und Sehenswürdigkeiten

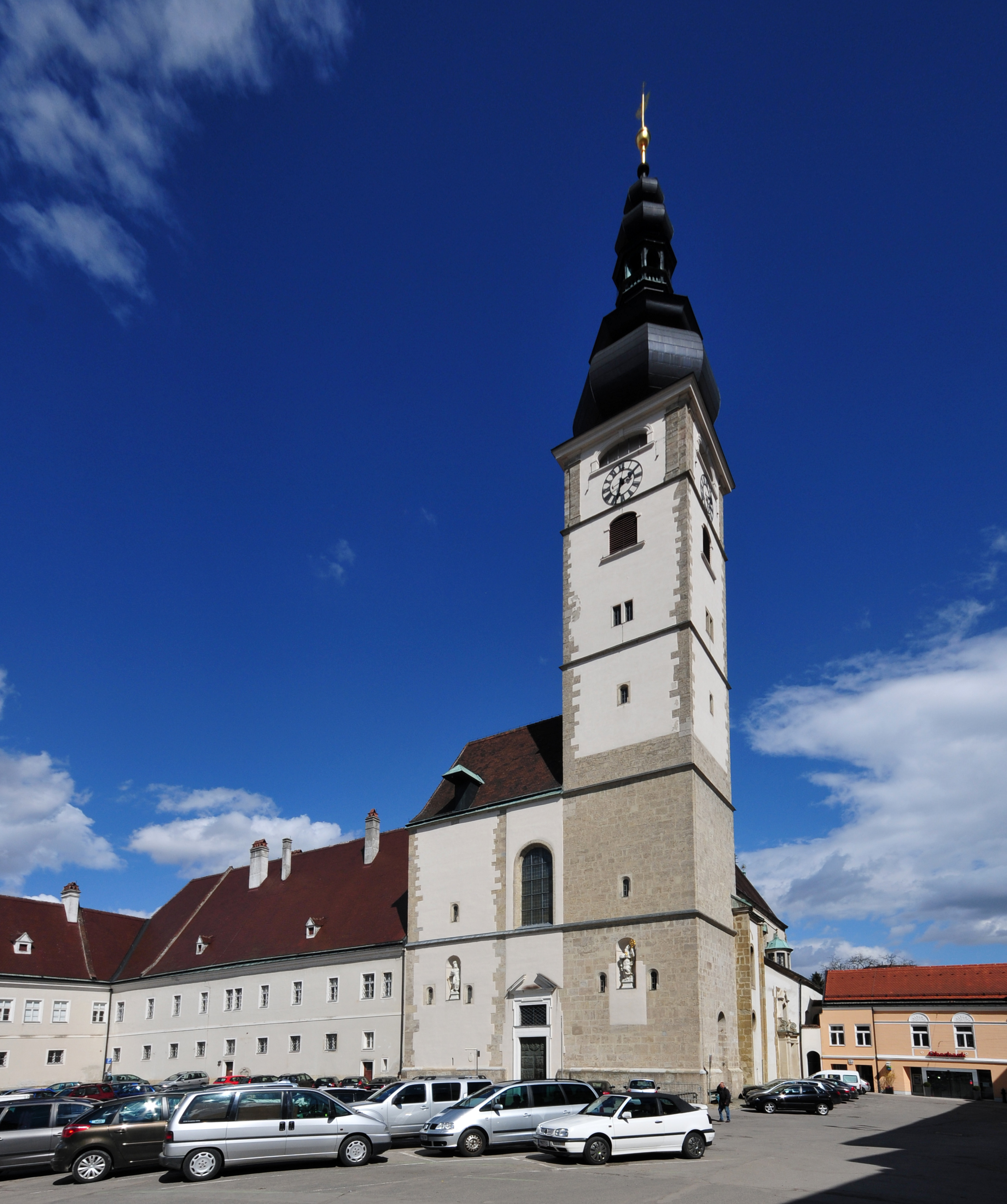
Der barocke St. Pöltner Dom

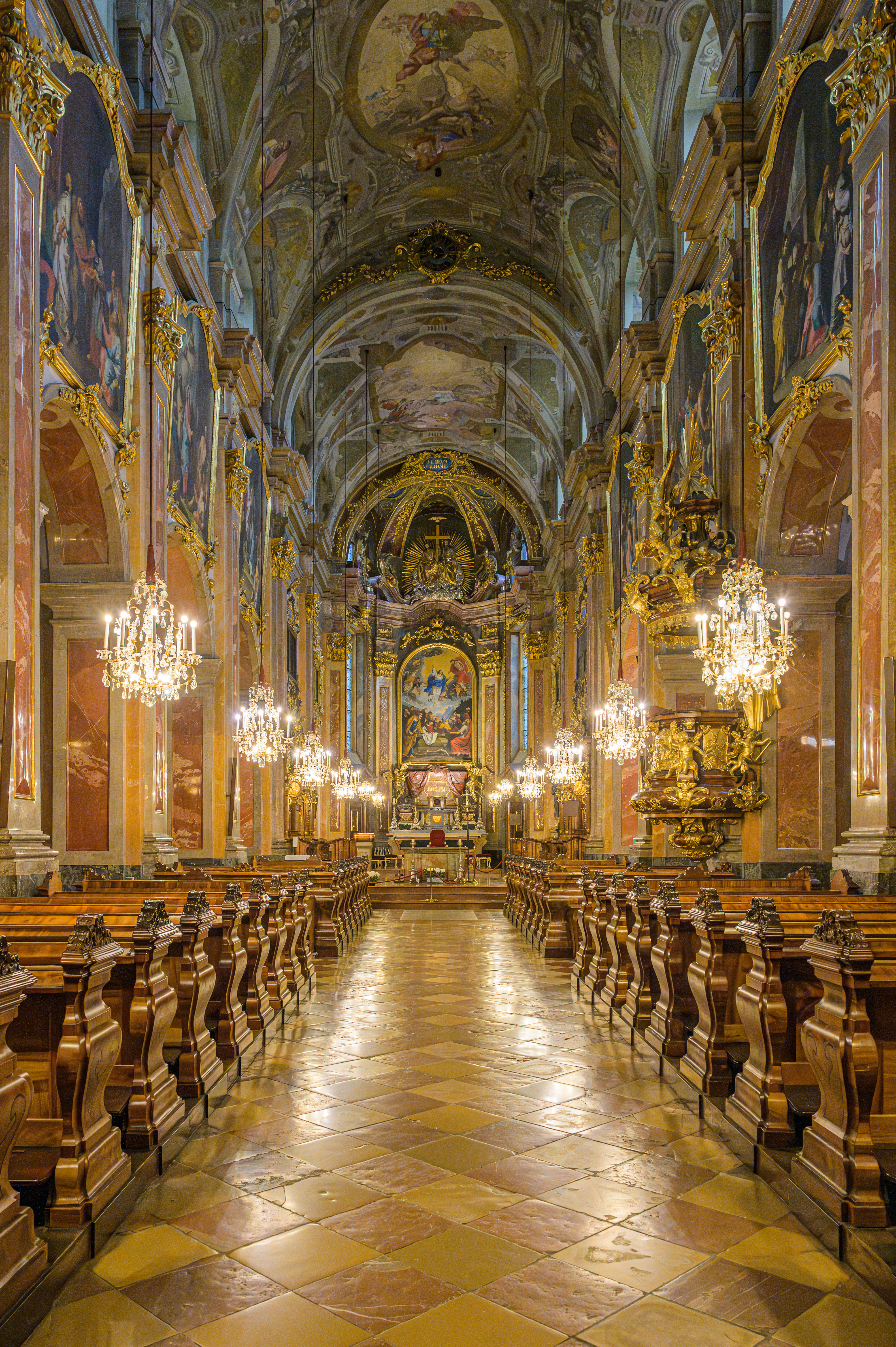
Mittelschiff

### Sakralbauten
- Dom zu St. Pölten Mariä Himmelfahrt und Bistumsgebäude: Von Jakob Prandtauer, Matthias Steinl und Joseph Munggenast barockisierte ehemalige romanische Basilika. Fresken und Gemälde u. a. von Daniel Gran, Thomas Friedrich Gedon, Bartolomeo Altomonte, Antonio Tassi und Tobias Pock. Romanische Rosenkranzkapelle. 77 m hoher romanischer Domturm.
- Mary Ward Schulzentrum St. Pölten (ehm. Institut der Englischen Fräulein): Von Jakob Prandtauer und seiner Bauschule ab 1707 errichtetes Institutsgebäude mit barocker Palastfassade. Kapellenraum mit Fresken von Paul Troger und Bartolomeo Altomonte, Lourdesgrotte.
- Franziskanerkloster mit Franziskanerkirche St. Pölten: Ehemalige Karmeliterkirche mit Rokokofassade. Im Inneren vier Seitenaltarbilder von Martin Johann Schmidt, dem „Kremser Schmidt“.
- Pfarrkirche St. Johannes Kapistran
- Pfarrkirche St. Pölten-St. Josef
- Pfarrkirche St. Georgen am Steinfelde
- Pfarrkirche St. Pölten-Maria Lourdes
- Prandtauerkirche zur Maria vom Berge Karmel (ehemalige Karmelitinnenkirche – ab 1707 errichteter Klosterbau nach Plänen des Klosterarchitekten Martin Witwer und Bauführung durch Jakob Prandtauer) und Karmeliterhof
- Evangelische Kirche und Pfarrhaus
- Neuapostolische Kirche St. Pölten
- Herz-Jesu-Kirche
- Kapelle im Bildungshaus St. Hippolyt
- Kapelle im Kolpinghaus
- Kapelle im ehemaligen Bürgerspital (altkatholisch)

### Profanierte Klöster und Sakralbauten
- Ehemaliges Franziskanerkloster
- Ehemaliges Karmelitinnenkloster
- Ehemalige Synagoge

### Regierungsviertel

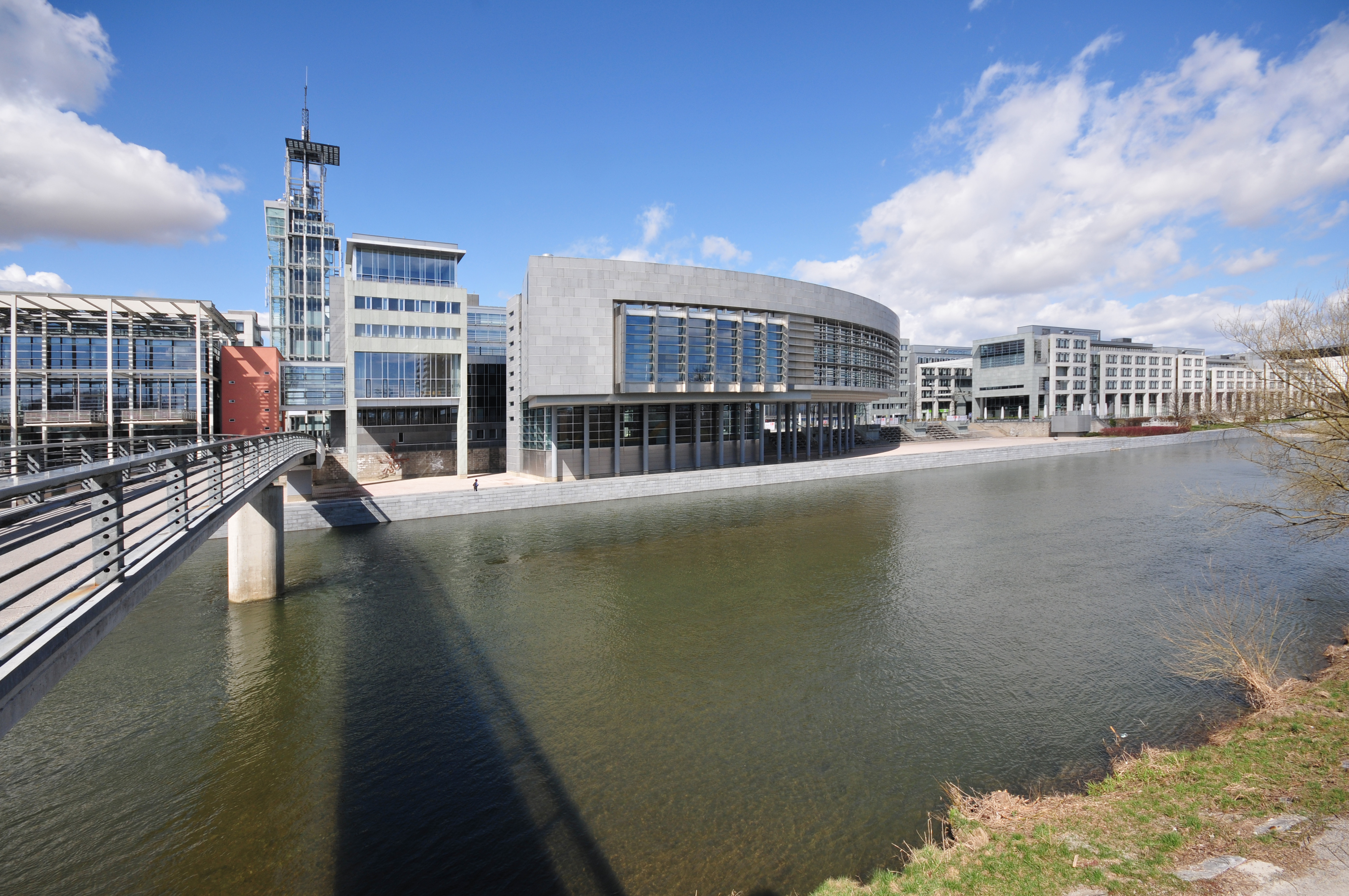
Landhaus im Landhausviertel

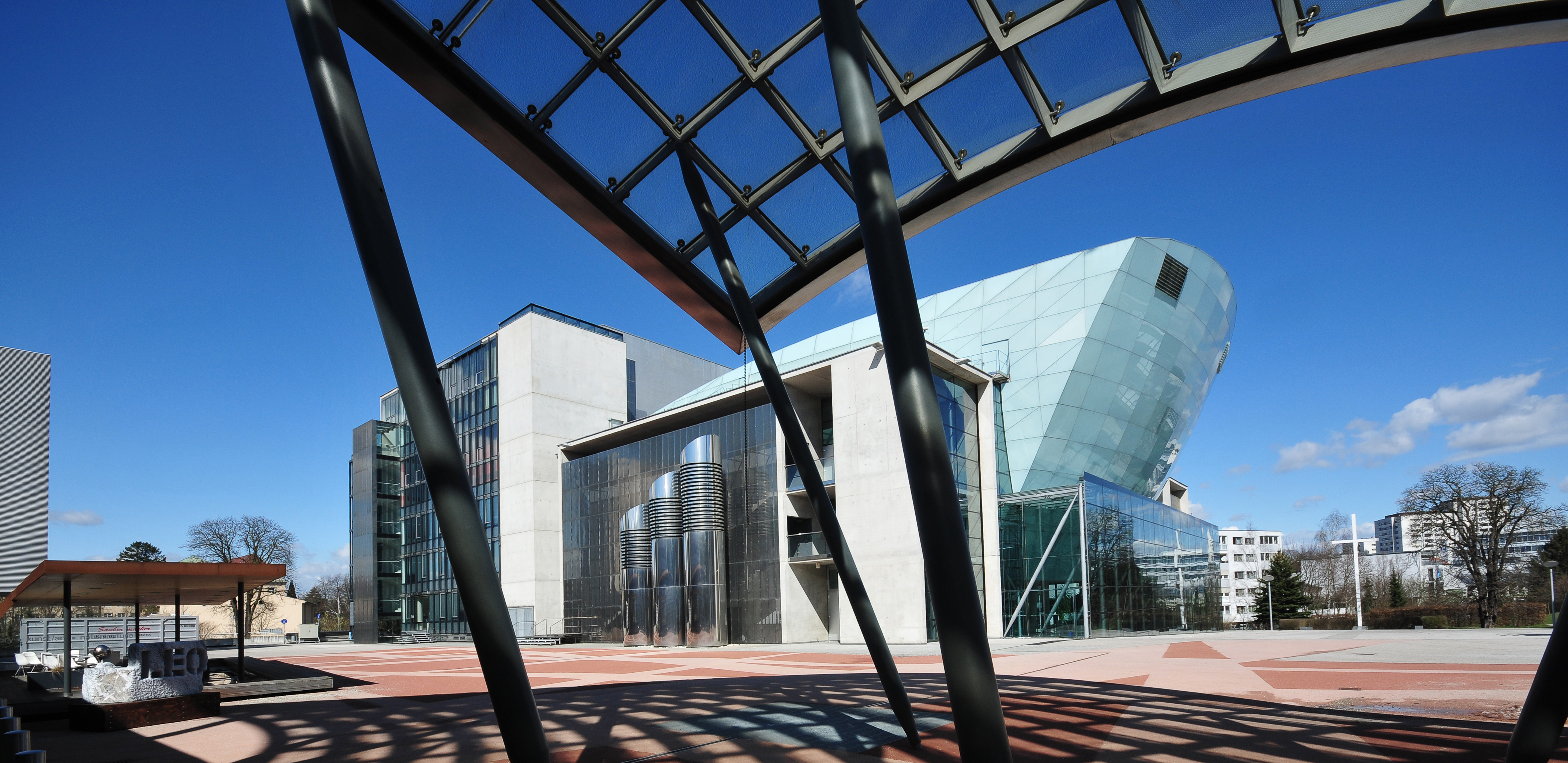
Blick vom Museum Niederösterreich zum Festspielhaus

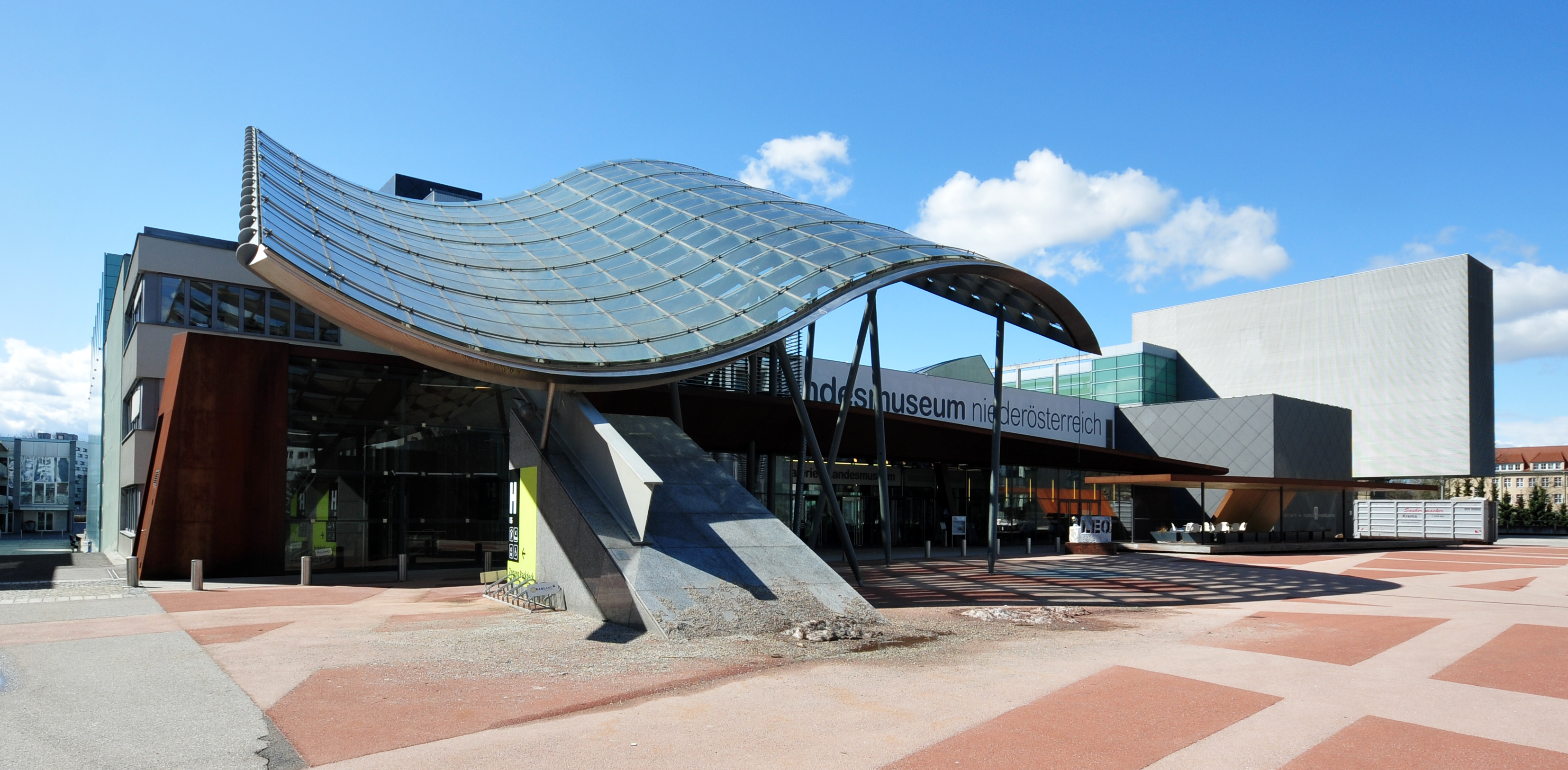
Museum Niederösterreich

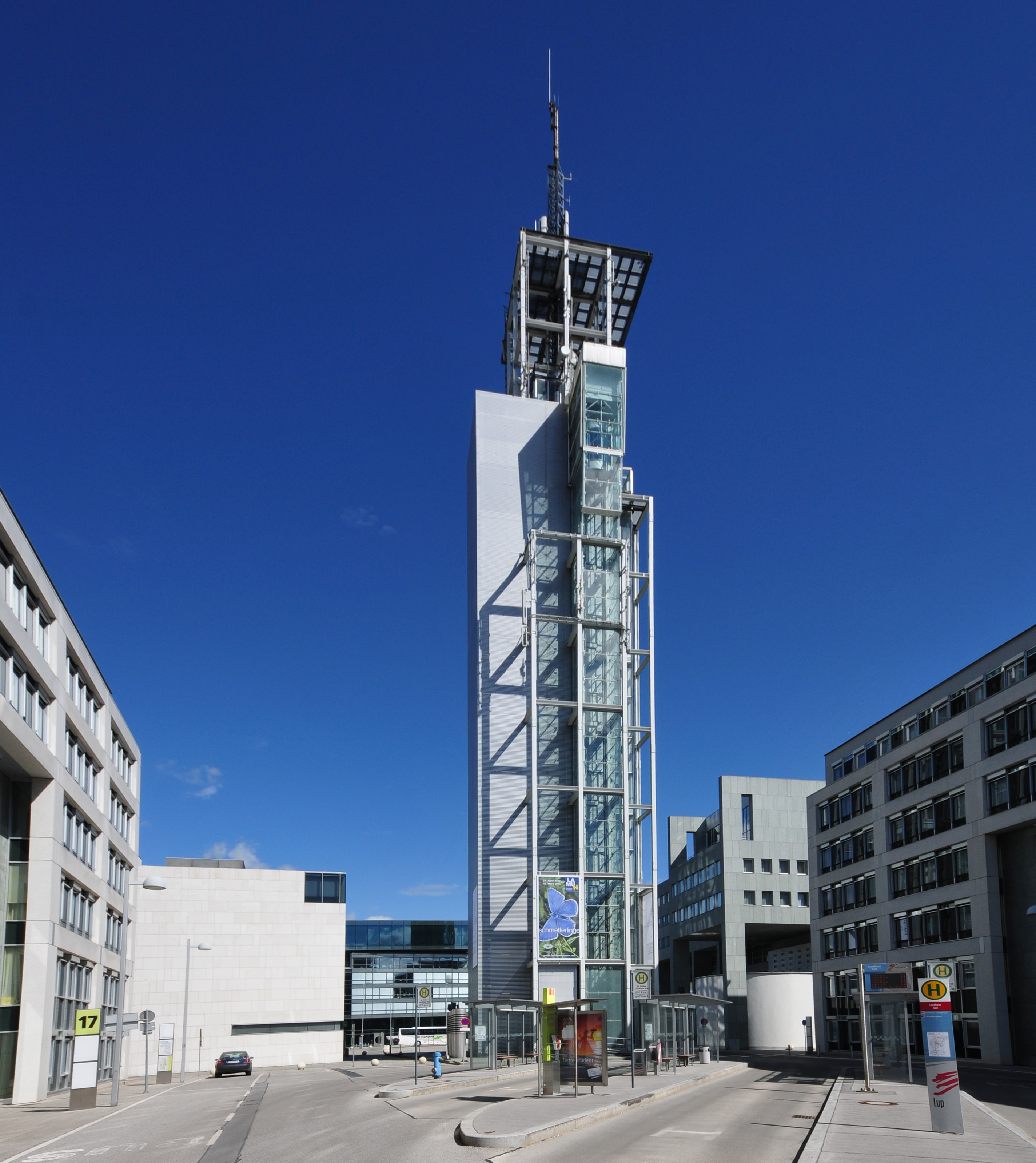
Klangturm

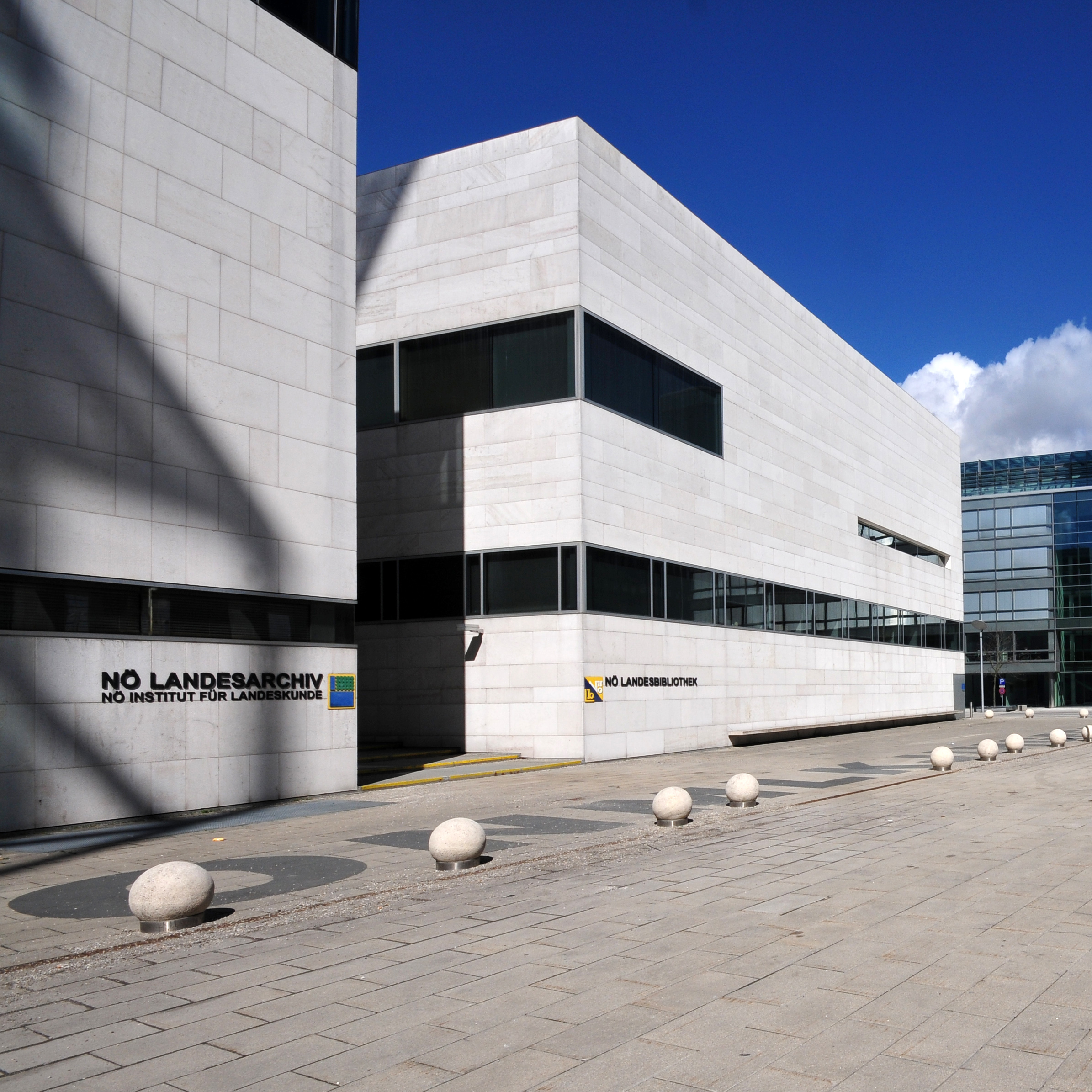
Landesarchiv und Landesbibliothek

- Landhaus: Landtags- und Regierungsgebäude der Niederösterreichischen Landesregierung von Architekt Ernst Hoffmann.
- Festspielhaus – Konzertsaal und Bühne internationalen Formats mit rund 1100 Sitzplätzen, Architekt Klaus Kada und 1997 eröffnet.
- Shedhalle: Ausstellungshalle von Hans Hollein 2002 eröffnet.
- Museum Niederösterreich: Multimediales Erlebnismuseum der Bereiche Natur, Kunst und Landeskunde, von Architekt Hans Hollein.
- Landesbibliothek und Landesarchiv der Architekten Karin Bily, Paul Katzberger, Michael Loudon.
- Klangturm: Begehbare Klangräume in drei Etagen mit Klangkugeln und einer Aussichtsplattform, von Architekt Ernst Hoffmann.
- Tor zum Landhaus: 1993 bis 1997 errichtet, von Boris Podrecca.
- ORF-Landesstudio: 1994 bis 1998 errichtet, von Gustav Peichl.

### Monumentalbauten
- Allgemeines Öffentliches Krankenhaus mit Spitalskapelle Maria, Heil der Kranken
- Bezirkshauptmannschaft
- Bundesakademie für Sozialarbeit
- Bundesoberstufenrealgymnasium
- Ehemaliges Grandhotel Pittner
- Hauptbahnhof
- Hesserkaserne
- Höhere Technische Bundeslehr- und Versuchsanstalt
- Jahnturnhalle
- Ehemalige Voith-Villa, nun Kulturheim-Süd
- Landesgericht
- Landesgerichtliches Gefangenenhaus
- Niederösterreichische Gebietskrankenkasse
- Niederösterreichisches Landesaltenheim
- Rathaus: Wahrzeichen der Landeshauptstadt am Rathausplatz. Mehrere Baustile erkennbar – romanische Gewölbe, gotische Nischen, Renaissance-Inschriften, Barockfassade und Renaissanceturm von Joseph Munggenast. Bürgermeisterzimmer mit barocker Kaiserstuckdecke.
- Schwaighof
- Stadtsäle
- Stadttheater[89]

### Weitere Bauten
- Wirtschaftszentrum Niederösterreich: Südlich des Regierungsviertels nach Passivhausweise errichteter Bürokomplex, der Institutionen des Landes Niederösterreich, die Informations- und Serviceleistungen für Wirtschaftstreibende (Ecoplus, Gründeragentur RIZ, Niederösterreich-Werbung, tecnet capital) bieten, beherbergt. Erbaut vom Architektenduo Gschwandtner & Millbacher.
- Landestheater Niederösterreich: 1820 von Josef Schwerdfeger erbautes, 1893 von Eugen Sehnal und 1968 umgebauter und erweiterter Theaterbau. Bis 2005 Stadttheater. Seit 2005 Sprechtheater.
- Riemerplatz: Einziger Platz der Stadt mit lückenlosem Althausbestand aus der Barockzeit. Moderne Marmorskulptur als Mittelpunkt.
- Apotheke Zum Goldenen Löwen: Seit 1545 bestehendes ältestes Geschäft von St. Pölten, Barockfassade von Joseph Munggenast.
- Herrenplatz: Durch bedeutende Barockbauten geprägter Platz mit zentraler Mariensäule von Antonio Beduzzi. Täglicher Markt.
- Olbrich-Haus: Schönes Jugendstilgebäude der Stadt, für Primar Hermann Stöhr von Joseph Olbrich errichtet, mit Mörtelschnitt „Medizin“ von Ernst Stöhr.
- Ehemalige Synagoge:'Einzige Jugendstil-Synagoge Niederösterreichs. Reiche Ausmalung in Ornamentformen der Wiener Werkstätte.
- Schloss Ochsenburg im Stadtteil Ochsenburg
- Schloss Pottenbrunn, ein Renaissanceschloss im Stadtteil Pottenbrunn
- Schloss Viehofen im Stadtteil Viehofen
- Schloss Wasserburg, ein Barockschloss im Stadtteil Pottenbrunn

### Theater
- Landestheater Niederösterreich
- Bühne im Hof
- Festspielhaus St. Pölten

### Museen
- Arbeitermuseum
- Ausstellungsbrücke
- Diözesanmuseum St. Pölten
- Historisches Museum
- KUNST:WERK
- Museum im Hof
- Niederösterreichisches Dokumentationszentrum für Moderne Kunst
- Museum Niederösterreich – Veranschaulichung und Erforschung der Vergangenheit und Gegenwart des Landes in Natur und Kultur: das Haus der Natur zeigt Fische in Aquarien, das Haus der Geschichte ersetzt seit September 2017 die ehemalige Kunstausstellung
- Stadtmuseum St. Pölten

### Sonstige
- Kino-Center Hollywood-Megaplex
- Programmkino Cinema Paradiso
- Stadtsaäle
- VAZ St. Pölten, Veranstaltungszentrum und Messehalle
- Jugendkulturhalle frei.raum
- Capella incognita, Barockmusikensemble aus St. Pölten
- St. Pöltner Künstlerbund, Künstlervereinigung mit Ausstellungsraum KUNST:WERK
- Bauchklang, A-cappella-Formation
- Kulturhaus Wagram
- Warehouse St. Pölten
- Markt am Domplatz[90]
- Hesserkaserne
- Kopalkaserne
- Hauptfriedhof St. Pölten
- La Boom (Nachtlokal)
- Kulturverein La Musique Et Sun – LAMES

### Regelmäßige Veranstaltungen
- Open Air Kino am Rathausplatz – Gruppe Cinema Paradiso
- Hauptstadtfest
- St. Pöltner Volksfest
- Internationales Kultur- & Filmfestival
- Landhausfest
- St. Pöltner Festwochen mit dem Barockfestival St. Pölten Klangweile
- St. Pöltner Höfefest
- NUKE Festival
- Holi Festival der Farben
- Frequency Festival
- Beatpatrol
- WISA St. Pölten
- Erotica Erotikmesse
- Melting Pot